# Шарани (Горњи Милановац)
Шарани је насеље у општини Горњи Милановац, у Моравичком округу, у Србији. Према коначним резултатима пописа 2022. 225 становника а из пописа из 2011. у Шаранима је живео 241 становник, према попису из 2002. 344 становника,
Под називом Шарани место се први пут помиње у турском попису Смедеревског санџака око 1528. године. Кроз историју се показало као одлична дестинација за одмор и опуштање, па су га често посећивале познате личности из српске историје, међу којима је и Кнез Милош Обреновић који је у месту подигао цркву Светог Саве, која је његова прва задужбина. О лепоти Шарана писао је Вук Стефановић Караџић чија је ћерка, позната сликарка и књижевница Вилхелмина Мина Вукомановић сахрањена у крипти цркве. Најпознатија личност из историје Шарана је Добрица Матковић, српски политичар, начелник Одељења за државну заштиту 1929. и бан дунавске бановине између 1933. и 1935. године. Он је током свог живота умногоме допринео развоју места, изградио је неколико значајних зграда, међу којима је и ђачка менза, путем је место повезао са Таковом, и по њему је назван мост преко реке Дичине који повезује Шаране и Дренову.
Назив Савинац се често поистовећује са селом Шарани. Савинац је шири земљишни простор на левој обали реке Дичине, на којем се налази црква Светог Саве, чардаци из времена Турака, парохијски дом, школа, продавница, позната „Мићова кафана“ и викенд–куће. Савинац се не сматра посебним насељем, већ је само локалитет села Шарана. Назив Савинац повезује се са именом светитеља Саве, који је, по народном предању, боравио на овом месту и посветио воду на изворима који се данас налазе поред савиначке цркве. Народ је изворе назвао Савиним изворима, а шири простор око извора Савинац.
Место се налази 14 km западно од Горњег Милановца. Река Дичина која протиче кроз село представља природну западну границу Шумадије.

## Назив
По народном предању, назив села је настао по називу насеља Шарена варош, које се налазило у Росуљама, недалеко од ушћа Дреновице у реку Дичину. Људи који су у овом месту живели били су одевени у разнобојну, шарену одећу, па су околни становници место звали Шарена варош или Шарен-град. Постоји још једна прича о пореклу назива села Шарана. По њој су месту име дали досељеници из села Шарана у општини Требиње у источној Херцеговини, како би од заборава сачували назив села из ког су се доселили. У целој бившој Југославији, само ова два места имају исти назив – Шарани.
Место се први пут под називом Шарани помиње у турском попису Смедеревског санџака 1528. године. У овом документу, при пописивању мушких пореских глава, о месту је написано: „Село Андраница, други назив Шарани, припада Рудничкој Морави“. Први попис Андранице потиче из 1516. године, али се у том попису нигде не помиње назив Шарани. Није познато који од ова два назива је старији, али се свакако из докумената види да је село Шарани постојало пре Велике сеобе српског народа. Турци су 1454. године завладали таковским крајем, па су сељаци престали да имају обавезу према српској властели и њеним феудалним законима, тако да су одличили да месту Андраница врате стари назив – Шарани.
За време окупације Србије од 1718. до 1739. године, Аустријска управа је спровела попис насеља и становништва овог краја, а израђена је и географска карта Рудничког дистрикта. У карту је уцртана река Дичина и насеља око ње, међу којима је и село Шарани.

## Географија

### Површина и рељеф
Укупна површина коју обухвата данашња месна заједница Савинац (обухвата села Шаране и Дренову, а некада је то била савиначка општина) износи 2.704 хектара. Земљиште је готово равномерно расподељено на државну својину и приватну својину. До половине 20. века постојало је и земљиште које је било у сеоском власништву (тзв. сеоска „утрина“), али је то земљиште по окончању Другог светског рата великим делом прешло у власништво државе, а само мањи део је прешао у приватне руке.p
Рељеф савиначког подручја је брдско–планински, испресецан мањим долинама. У овом пределу налази се и мања планина Рожањ (603 m), а од брда се издвајају: Совљак (658 m), Дреновачко осоје (654 m), Ковиљача (603 m), Бобејка (564 m), Крвавац (555 m), Столице (553 m), Осоје (567 m), Вис (516 m) и Трештеник (421 m). Надморска висина Савинца (предела око цркве Св. Саве и лековитих извора) је 340 метара. Већина локалитета у Шаранима има своје називе, које је Кале Миловановић више деценија пажљиво скупљао и документовао од старијих мештана, а затим их навео у својој књизи. О њима је записао:
„Крвавац (555 m) је велико шумовито и разгранато брдо на јужној страни села Шарани, са узаном висоравни на врху брда. Северозападна страна спушта се ка унутрашњем делу села, источна страна припада селу Семедраж, а јужна и југозападна страна спуштају се до леве обале реке Дичине. Крвавац је од завршетка Другог светског рата имао врло мало шумског растиња, па су на његовим косама и доловима пасла бројна стада оваца и коза. После рата пошумљене су голе косе боровим садницама, које данас чине густу зелену шуму. На почетку Другог српског устанка, у густој шуми овог брда, одржан је збег народа Шарана и Семедража. Старци, жене и деца склонили су се даље од путева којима је требало да прође турска војска, коју је из Београда водио Имшир-паша (Ћаја-паша) као помоћ Турцима у Чачку које су нападали српски устаници. Пашина војска је у Брусници обавештена да су Срби поставили заседу у брђанској клисури и да не може проћи долином Деспотовице. Ћаја-паша је тражио водича који би их превео преко Семедража, Шарана и Рожња до Чачка. За водича се понудио Марко Царевић из села Велереч, с тим да му Турци за услугу плате „чизму дуката“. Турци су се изненада појавили у шуми у којој се народ склонио и одмах напали збег. Посекли су све који нису успели да умакну даље у шуму. Брдо је било натопљено крвљу, па га је народ прозвао Крвавац. Ћаја-паша и његова војска стигли су у Чачак а њиховом водичу Царевићу је, уместо награде, одсечена глава. Крвавац је испресецан бројним потоцима између којих се налазе косе и превоји:
Рујево гувно налази се на граници Семедража и Шарана. Назив је добило по рујевом дрвету, који је народ користио за природно бојење тканина. Са Рујевог гувна спушта се Меднички поток. Крива греда се спушта од Рујевог гувна ка Дичини до Црне баре. На њој се још налазе остаци усека из првог српског устанка, направљени за смештај трешњевих топова, којима су Карађорђеви устаници спречавали пролаз Турцима из Мораве у долину Дичине, путем који је ишао преко Јелен-камена. Медник је од Дуге косе одвојен Медничким потоком, који се улива у поток Студенац. У Медничком потоку налази се извор Медник. Студенац тече поред Ојданићеве куће и улива се у Дичину. У њему се налази извор воде са истим називом. Маркова коса се налази између потока Студенца и Марковог потока. Преко ове косе иде пут којим се из села, преко Пландишта, силази у Заридове, у клисуру Дичине. С обзиром на прилично стрм успон са обе стране Крвавца, осим чобана, мали је број сељана користио овај правац да стигне у Јелењачу.
Лијепи до је простор између Марковог потока и Полашевине. У њему се налази извор воде. Полашевина је коса која се пружа од Јовановића штале у Дичини до врха Крвавца. Криви до се налази између Полашевине и Преседле. У њему се налази извор чија се вода потоком слива у Дичину код Јелића камена. Преседла је широка брдска греда преко које је прелазио пут из Јазишта ка Јовику у Дичини. Овај прелаз је напуштен пошто је прокопан колски пут око Преседла и изнад Љубове воденице. Пладниште је западни део Крвавца преко којег је прелазио пут из села у Дичину. Овим путем су чобани гонили овце и козе на широке пашњаке по косама и доловима Крвавца. Чобани су се на овом делу заустављали и нису даље журили. Овце су пландвале. По томе је овај крај добио назив Пландиште. Власин до се са Крвавца спушта у Јазиште. У њему је извор који је народ раније звао Светиња.
Северна страна Крвавца много је питомија од осталих страна па је насељена и подељена на приватне поседе.
Рожањ (598 m) је планински масив на десној обали реке Дичине, који мањим делом припада Брђанима и Милићевцима, а већим Шаранима. Испресецан је бројним потоцима између којих се налазе веће или мање косе обрасле шумом. Народ је свима њима дао посебне називе:
Ридови или Заридови су заједничко име за стеновито подручје Крвавца са леве, и Рожња са десне стране Дичине, обухватајући и долину реке од Јовика до Јелењаче. Јелењача је простор око реке Дичине, на граници Шарана и Брђана. Назив је добила по Јелен-камену преко којег је прелазио стари римски пут. Јеленски поток чини границу између села Шарана и села Брђана. Њиме се слива вода из чувеног Црвеног извора, из којег су пили стари Римљани, Турци и хајдуци, и безбројне рабаџије и путници који су из Мораве долазили на савиначки сабор и таковски марвени вашар. Црвена прљуша је потес који се пружа од Црвеног извора ка Ђаковића кућама. Земља је црвена па је по њој извор добио назив „Црвени“. Честик је шири појас Рожња, између Јеленског потока и потока Кратикоса. Обрастао је густом (честом) храстовом шумом, по којој је добио назив. Свињчине или Орашачки свињци, испод Милошевића кућа у Рожњу, својим називом казују да су бујне храстове шуме Рожња биле богате родом жира и биле стециште више хиљада свиња из Шарана, Милићеваца, Дренове и других села. Назив „Орашачки свињци“ потиче из доба Карађорђа, који је био познати свињарски трговац, па су његови људи „из Орашца“ овде куповали свиње и држали их у већем ограђеном простору у Рожњу.
Кратикоса је назив косе и потока, који се спуштају ка Дичини до Богетине воденице. На доњем делу потока, близу воденице, постоји извор студенац, који се зове Чесмица. Дубоки поток је најдужи и најдубљи поток у Рожњу. Полази са Ковиљаче, а завршава се у Дичини, више Богетине бране. Својом дубином подсећа на кањон неке велике реке и дели планину Рожањ на два дела. У њега се улива Врани поток. Орловица је зараван која се налази високо изнад Дубоког потока. Назив је добила по орловима који су овде имали своја станишта и одавде господарили небом изнад Рожња и Крвавца. Уочи Другог светског рата на високу Орловицу доселио се Радоје Живановић, а орлови су потражили сигурније место за своја гнезда, у стрмој литици изнад Богетине бране. Уз Орловицу се налази извор Дријење.
Ковиљача (603 m), или Кобиљача, највиши је део Рожња, на тромеђи Шарана, Милићеваца и Дренове. После Другог светског рата пошумљена је јеловом и боровом шумом, која је већ израсла и ствара утисак прекрасног зеленог пејзажа. Испод Ковиљаче, са милићевачке стране, дубоко су се разгранали ходници рудника магнезита „Шумадија“. Дубраве су питомији део Рожња, насељен са више фамилија. Почетком 19. века на овом простору били су бројни свињци у бујној храстовој шуми.
Вис (516 m) је високо шумовито брдо у Дубравама, којим се завршава подручје планине Рожањ. Део Виса, према Јоковића потоку, зове се Јасике. У Дубравама се налази извор воде од којег почиње Дубравски поток, који се улива у Дичину. Јовик је равница покрај десне обале Дичине, испод Дубрава. Назив је добила по дрвећу јова, које у већем броју расте поред реке. Јоковића поток својим горњим током тече границом између Шарана и Дренове а потом, између Виса и Трештеника, силази у Дичину.
Трештеник (403 m) је дугачко брдо са десне стране Дреновице, пре њеног ушћа у Дичину. На његовој благој падини, са јужне стране брда, у средњем веку су гајени виногради. У виноградима је било засађено пуно трешања па је по њима брдо названо Трештеник, уместо Трешњевик. Гајење винове лозе напуштено је почетком 19. века, а Трештеник је дуго било голо брдо. Пошумљен је боровом шумом после Другог светског рата.
Росуље су плато који лежи са обе стране реке Дреновице, у њеном доњем току кроз Дренову и Шаране. На уздигнутој заравни, при ушћу Дреновице у Дичину, налазило се насеље које су звали „Шарена варош“, за које се не зна ни када је основано ни када је порушено. Росуље су добиле назив по густој роси која се јутром дуго задржавала, а рано предвече „падала“ на њиве, ливаде, воћњаке и шумарке између две реке. Прстеновац је извор добре воде и потес око извора. На овом извору је, по предању, застао неки Турчин да се напије воде и одмори. Ту је изгубио прстен са руке, па се разљутио и свој бес искалио на чобанину који је чувао овце око извора. Мештани су извор назвали Прстеновац. Са овога извора је 1933. године одведена вода до савиначке цркве и школе. Лојов поток је доњи део потока Рупе који кроз Шеварице тече у Дичину. Његов назив је, по легенди, уско везан за Прстеновац. Турчина, који је на Прстеновцу злостављао чобанина, појурили су разљућени сељаци, стигли га и у потоку убили. Касније се сазнало да се Турчин звао Лојо и да је становао у селу Галичу. Његовим именом назван је део потока од места догађаја до ушћа у Дичину. Шеварице су шумски појас са десне стране Дичине, који већим делом припада савиначкој цркви. Јочића Дичина је подручје њива и ливада, с обе стране Дичине, од Прстеновца до Тројанског брода. Долови су мања долина и шири околни простор испод Руја и Осоја, на којима је настањено неколико фамилија из Шарана. Испод Милетића кућа налази се извор Стублина. Са овог извора воду су носили у зимском периоду калуђери манастира Савинца, који се налазио на Главици. Калемар је простор између Долова и пута Савинац–Озрића брдо, а протеже се од Торина до Осоја. Заузима површину од 12 хектара. Назив је добио 1934. године, када је седам земљорадника удружило своје парцеле и на њима засадило савремени воћњак јабука и крушака.
Осоје (561 m) је шумовити венац који се простире од Јочића Дичине до Бара. Његовим североисточним делом, поред Дичине, 1933. године прокопан је савремени колски пут од Савинца до Такова.
Главица (530 m) је брдо изнад савиначке цркве, прекривено храстовом и буковом шумом. На њему се налазио стари манастир Савинац. У време Првог светског рата туда је пролазила линија напада уочи колубарске битке.
Марића долина се налази између Главице и Долова, Јочића Дичине и Торина. Назив је добила по фамилији Марић, која је била власник ове долине, а имала је кућу на потесу Зебрица, изнад ове долине. Фамилија Марић више не постоји у Шаранима. Милош Марић је умро септембра 1915. године без мушких наследника. Торине су у наставку Марића долине, а између Гаришта и Калемара. На овом простору били су ограђени делови пашњака или торови, са већим бројем оваца. Када овце попасу траву у једном делу, ограда се померала на други део пашњака и тако редом. У зимском периоду овце су остајале на том простору, а за храну су им давани снопови лисника, који су припремани у рану јесен, кресањем зелених лиснатих грана дрвећа, које су се сушиле и везивале у снопове. Гаришта су потес са леве и десне стране старог дела пута, који са Савинца води поред Калемара, у Озрића брдо и Семедраж. По народном предању овај потес се раније звао Игришта. Она су била место „сеоског састанка“ на којем се скупљала сеоска омладина на игру, лети и зими. То су чинили све до средине 19. века, када је Савинац постао место окупљања становништва Шарана и Дренове. Русковац је долина са потоком који почиње од извора „Код липе“ (Станкића извор) и протеже се до доњих Баралића, одакле се наставља као Бабин поток, до ушћа у Дичину.
Бабин поток је продужетак потока Русковца. Његов назив је повезан са народним веровањем и причама о вампирима. У давно време на гробљу је сахрањена једна баба из Шарана. Убрзо по сахрани селом је кружила прича да се баба повампирила и да ноћу лута по селу. Сељаци су, због сујеверја и страха, одлучили да јој раскопају гроб и да је прободу глоговим коцем. Када су је откопали, из њеног леша је излетела птица, која је више трчала него летела па су потрчали за њом низ брдо, стигли је у потоку и убили је. Од тада се поток Русковац у доњем току зове Бабин поток.
Шеринац је висораван на којој су смештене Станкића куће. Назив је добио по Циганину Шеру, који је био ковач и често долазио у овај крај да сељацима продаје своје производе од гвожђа или да пружа ковачке услуге. На Шеринцу је разапињао циганску чергу (шатор) и у њој боравио док је налазио ковачка посла. Клик се налази у продужетку Шеринца и заузима место у троуглу између потока Пауновца и Усовине. Дуж Клика се сместила фамилија Миловановић.
Озрића брдо се простире од Осоја до села Семедраж. Његовим венцем пролази асфалтни пут од Савинца ка Семедражу и Ибарској магистрали. Назив је добило по досељеницима из Озринића код Никшића. Са источне стране брда тече Јелића поток, који чини границу између Шарана и Семедража. Са западне стране налази се поток Пауновац. На почетку Пауновца налази се извот Бакрач, а мало ниже од њега је Росића извор. Пауновац се улива у Дичину у семедрашком пољу. Назив је добио по Пауну Костићу, рођеном 1804. године.
Становиште је простор источно од шаранског гробља. На њему су се налазиле Калуђерске ливаде и Поповске њиве, што сугерише да је ту било манастирско имање и калуђерски конаци (станови). На Становишту се некад одржавао сеоски збор или састанак, на којем је сеоски старешина (кнез или кмет) расправљао са старешинама домаћинстава о разрезивању пореза и кулука, о коришћењу сеоских пашњака, о ношењу литија и спремању ручка за крстоноше. Спасовина се налази више Јовановића и Живановића кућа према Крвавцу. Назив је добила по Спасенији, жени Дмитра Матковића, коју су звали Спаса (1843). На Спасовини је била кућа Марка Матковића, у коју се склонила породица војводе Милоша Обреновића у јануару 1814. године. У њој се родила Милошева кћи Јелисавка–Савка. Кућа се срушила уочи Другог светског рата. Јазиште је пољана између Дичине и Трештеника, са десне стране реке Дичине. Назив је настао по јазу воденице Сретена Матковића из Шарана, почетком 19. века.“

### Клима и екологија
Клима на подручју Шарана је умереноконтинентална. По подацима с краја 20. века најтоплији месец је јул, док је најхладнији јануар. Средња количина падавина у току године је 800 mm, а снежни покривач задржава се око три месеца. Јесен је на овом подручју топлија од пролећа. Почетком 21. века глобално загревање, које утиче на климу у свим деловима света, осећа се и на овом подручју. Лета су топлија и сувља, па је теже гајити усеве без наводњавања, а зиме су са мање снега. Истичу се 2012. година, током које је зима била са рекордним падавинама снега, а затим је лето било изразито суво без падавина током скоро три месеца (река Дичина је пресушила по први пут од када памте мештани), као и 2014. година са поплавама које су задесиле већи део Балкана (Дичина се излила у два наврата).
Околина Савинца (Шарани и Дренова) одликује се чистом атмосфером и сматра се за ваздушну бању, што пружа велике могућности за развој сеоског и бањског туризма. Најближи индустријски загађивачи су тек у Горњем Милановцу и Чачку, а само место је изоловано брдима са свих страна тако да штетне материје овде не доспевају. Брда око реке Дичине су највећим делом прекривена густом листопадном шумом, а мањи део је прекривен четинарима (пошумљавање након Другог светског рата – Крвавац, Трештеник, Вис), и ове шуме доприносе да ваздух на овом подручју буде увек чист. Међутим, са изградњом ауто-пута Е763, познатијег под називом Коридор 11, а који је случајно или намерно трасиран кроз овај предео познат као излетиште за одмор од градске буке и загађења, сигурно је да ће доћи до повећаног загађења не само ваздуха, већ и реке Дичине у коју ће се сливати сва вода са коловоза. Уз то, постојаће и константна бука од пролазећих возила. Место је такође било погодно за љубитеље астрономије – у селу није било уличне расвете током ноћи (радила је до 23.30), а велики светлосни загађивачи (Милановац и Чачак) довољно су далеко да је њихов утицај умањен, па је ноћно небо било изразито тамно. Са изградњом ауто-пута и ово се променило, јер је део око два тунела који се налазе у атару села Шарана константно осветљен, па је светлосно загађење скоро на нивоу градског.
До почетка 21. века није било организованог одношења смећа са Савинца, па су локални мештани смеће одлагали на мањим депонијама, по шумама, пољима, каменоломима, као и на обале Дичине и Дреновице, што је умногоме кварило прелепу слику савиначког пејзажа. У реци Дичини је било и неколико шкољки од аутомобила, а неретко су се могли видети и разни кућни апарати. Затим је комунално предузеће на Савинац поставило контејнере у које су становници Шарана и Дренове могли да одлажу свој отпад, а већина дивљих депонија је очишћена. Међутим, и даље постоји неколико депонија које се не користе, али нису очишћене.

### Хидрографија
Све воде са овог подручја сливају се у реку Дичину, која се затим у Прељини улива у Чемерницу, па у Западну Мораву која је део црноморског слива. Дичина извире у подножју Сувобора, на Добром пољу, и настаје од две речице – Велике и Мале Дичине, које се састају низводно у Горњим Бањанима. Од свог извора има 16 левих и 22 десне притоке, а укупна дужина реке од извора да ушћа је 35 km. На савиначком подручју прима речицу Дреновицу и већи број потока. На истом подручју налазе се и две клисуре кроз које протиче – савиначка, дуга око 800 m, и клисура између Рожња и Крвавца, дуга око 3.000 m и дубока око 200 m. Стране обе клисуре су питоме, и већим делом су обрасле шумом или ниским растињем. У подножју падина налазе се веће или мање плодне површине уз корито реке. Део тока реке је измењен у склопу пројекта изградње коридора 11, и на тим местима река је каналисана у камено корито. И поред чињенице да је Дичина бујична река, ово камено корито је изграђено плитко, тако да је на већем делу претрпело оштећења током поплава 2014. године. Током истих поплава штете на ораницама око реке биле су веће него иначе, јер је река на више места била преграђена привременим прелазима за грађевинске машине и камионе, а за проток су остављене само по две или три цеви пречника 1.000 mm. Надолазећа вода је већину ових прелаза однела, а на неким местима где јој је ток сужен проток је толико био успорен да су настајала мала језера. У околне њиве и ливаде нанета је велика количина камена и грађевинског материјала. Мештани Шарана знају да се река након обилнијих падавина излива, тако да нико од старих мештана није градио своју кућу на њеним обалама. Једине грађевине које страдају током поплава су викенд-куће, које су од друге половине 20. века изграђене у близини моста на Савинцу.
Преко Дичине се раније прелазило газом, преко бродова или преко постављених бавана. Главни прелази били су Тројански брод, Вукомановац, Јазиште, ушће Јоковића потока. Тројански брод налазио се на прелазу Дичине између Шарана и Такова, и он је коришћен још у средњем веку. Вукомановац се налазио низводно од данашњег савиначког моста и на овом прелазу Турци су сачекали и посекли кнеза Вукомана Савића-Вукомановића, из Срезојеваца, и његовог сина Војина. Они су се враћали из Бруснице, после предаје царског и спахијског пореза. По њима је овај прелаз добио назив. Неки од ових прелаза постоје и данас, док су други пали у заборав или су нестали регулацијом корита реке Дичине током изградње ауто-пута.

#### Извори и термоминералне воде
У кориту реке Дичине, уз саму цркву Светог Саве на Савинцу, налазе се два извора лековите термо-минералне воде. Извори су познати као извори Светог Саве, а локално су познати под називима Светиња и Млачац. Издашност извора је око 600 литара у минуту, а температура од 20 до 25 °C. Светиња је ближа левој обали реке; до 2014. године узводно од извора, поред бука на Савинцу, постојала је мала бетонска баријера која је бранила да вода из реке доспе у извор, али је током великих поплава те године оштећена, тако да се сада вода из реке улива у овај извор. Млачац се налази на истом месту само на другој обали реке. Захват воде из овог извора је уређен, а вода се каналише и у оближњи мањи базен. Анализом је утврђено да су ове воде богате хемијским елементима:
| Садржај воде     | Садржај воде | Садржај воде      | Садржај воде |
| Хемијски елемент | mg/l         | Хемијски елемент  | mg/l         |
| ---------------- | ------------ | ----------------- | ------------ |
| Хлор (Cl)        | 8,5          | Литијум (Li)      | 0,18         |
| Флуор (F)        | 0,5          | Сребро (Ag)       | 0,0022       |
| Бром (B)         | 0,05         | Бакар (Cu)        | 0,0015       |
| Баријум (Ba)     | 0,036        | Рубидијум (Rb)    | 0,066        |
| Алуминијум (Al)  | 0,047        | Цезијум (Cs)      | 0,22         |
| Гвожђе (Fe)      | 0,036        | Стронцијум (Sr)   | 0,35         |
| Хром (Cr)        | 0,0066       | Калцијум (Ca2+)   | 85           |
| Никал (Ni)       | 0,01         | Магнезијум (Mg2+) | 54           |
| Манган (Mn)      | 0,0066       | HCO3              | 451          |
| Натријум (Ma)    | 28           | SO2               | 105          |
| Калијум (K)      | 2,3          |                   |              |

Вода са ових извора има низак садржај радиоактивних елемената. О изворима и њиховим лековитим дејствима Кале Миловановић је у својој књизи записао:
„Присуство лековитих биолошко-активних елемената опредељује ову воду као слабосумпоровиту-борно-силицијску, са садржајем цезијума 0,12 до 0,20 mg/l. Раствор цезијумових соли, према медицинским истраживањима, доприноси лечењу обољења нервног система и регулисању крвног притиска, а литијум и рубидијум делују на реуматске и нервне болести. Народно веровање у лековитост воде извора Светиња потиче из далеке прошлости. Извор се налази у удубљењу веће попречне стене у кориту Дичине, са које пада вода и прави мали водопад.
Народ верује да вода Светиње лечи очне болести, грозницу, грудне и стомачне (катар, жутица, малокрвност) и друге болести. Истог квалитета је и извор Млачац, уз десну обалу Дичине. На овом извору направљена је мања заштита од речне воде и чесма за точење воде. Неколико метара даље је мањи базен, у којем се лети купају деца, а најчешће су у њему људи са реуматским тегобама.
Воде из извора Савинац, Млаковац и Брђани сличне су у саставу лековитих компоненти. Калијум, литијум и рубидијум су у приближним вредностима, док цезијум и стронцијум праве лепезу од Брђана (најниже вредности), преко Савинца до Млаковца. Југоисточно од ових извора налазе се термоминерални извори Горње Трепче, чија је лековитост несумњиво доказана. Воде Савинца истог су хемијског састава са водама Горње Трепче и приближних вредности лековитих компоненти и минерализације, садржаја гасова и др.”
Председник општине Горњи Милановац Милисав Мирковић је 3. септембра 2014. године забранио употребу воде са ових извора за пиће, након анализа које је 27. августа исте године обавио Завод за јавно здравље из Чачка и установио да је вода „физичко-хемијски и бактериолошки неисправна”. Истом одлуком за пиће је забрањена и употреба воде са извора „Бања” у Сврачковцима и са чесме покрај ибарске магистрале у Млаковцу. Воде су поново испитане у јулу 2016. када је потврђено да нису за пиће. Узрок забране воде за пиће је повишен ниво арсена, чија је дозвољена вредност мања према новим правилима.

### Руде и минерали
Шарански предео део је области која је богата разним рудама и минералима, који се могу наћи на неколико локација у Шаранима и Дренови. Истиче се руда пирита, које има на Рују и Осоју, антимонита (из које се добија антимон) и гарнијерита (за добијање никла). Ове руде простиру се од Савинца преко околних брда до Семедражи, а на том посету се могу наћи и оксиди живе, урана и хрома.
Позамашна налазишта пироксена су на Рују (силикати калцијума, магнезијума и гвожђа). Они се, с обзиром на своју структуру и тврдоћу, употребљавају у грађевинској индустрији. Магматске стене протежу се на потесу од Главице до Столица, и оне садрже руде биотит, апатит и дацит, које су богате гвожђем, калцијум фосфатима и кварцом. Од Ливадица ка Галичу су наслаге лапора и лапорца, који се користе у производњи креча и цемента.
Југозападни крајеви села богати су магнезитом, који се користи у производњи ватросталних материјала или добијање чистог магнезијума. Експлоатација овог минерала отпочела је пре Другог светског рата.

### Биљни и животињски свет

#### Флора
Шаранско подручје дом је великом броју врста биљака распрострањеним по листопадним и зимзеленим шумама, ливадама, пашњацима, воћњацима и њивама. Овај крај су од давнина красиле густе листопадне шуме, које су биле део непрекидног шумског појаса који се простирао јужно од Београда и због тога добио назив „Шумадија”. Најраспрострањенија била је храстова шума, која је имала велику улогу у развоју сточарства овог краја, а нарочито свињарства – сељаци су своје свиње пуштали у ограђене торове у шуми у којима су се оне храниле жиром. Планина Рожањ и околна брда била су до Другог светског рата прекривена густом, претежно храстовом шумом, са столетним стаблима, али су је посекли шумари и рабаџије из околних села за грађу о огрев. Неконтролисана сеча се наставила и након неког времена шумовити предео претворио се у голети, на које је почео да утиче процес ерозије и односи земљиште. По завршетку рата почело је организовано пошумљавање ових голети. У пошумљавању су учествовали ђаци из савиначке школе, као и други мештани, а пошумљене су падине Крвавца, Трештеника, Виса и Ковиљаче. На појединим планинским потоцима изграђене су и мање бране како би се спречио процес ерозије и ублажио утицај бујичних поплава након већих падавина.
Скоро сви домаћини у селу поседују и своје приватно парче шуме, које се у овим крајевима назива „забран”.
У шумама овог краја доминира листопадно дрвеће, а најчешће врсте које се срећу су: храст (граница, цер, лужњак, бјелик), брест (пољски и брдски), буква, граб, јасен (бели, црни и горски), липа (рана и касна), клен, бреза, јасика, топола (бела и канадска), јаблан, јова (црна и бела), врба (бела, ракита, жалосна), багрем, глог, леска. У Шаранима се налазило и најстарије дрво таковског краја, и једно од најстаријих у Србији – велики храст запис, у месту Росуље на имању породице Маркељић. Пречник крошње дрвета био је око 26–27 m, док је пречник само стабла био преко 2 метра, а старост му је процењена на око 600 година. Овај запис посечен је при изградњи коридора 11, упркос жестоком противљењу мештана и активиста за очување природне средине. (видети чланак Храст у Шаранима)
У зимзелено дрвеће овог краја убрајају се црни и бели бор и јела, којима овде није природно станиште, већ су донети приликом пошумљавања. Могу се наћи на падинама Крвавца, Трештеника, Ковиљаче и делове Рожња. Од зимзелених врста једино црвена и обична клека овде имају природно станиште. Део садница на падинама околних брда осушио се 2012. године, када је велика суша захватила читаву Србију. У том периоду јавио се и велики број шумских пожара, који су на срећу избегли Шаране. Једино је дошло до пожара на Трештенику, проузрокованог од стране радника на коридору 11 који су секли стабла на траси, а затим су грање палили. Пожар је захватио само мањи део брда.
Лековито биље
Шарански предео богат је и лековитим биљем, које се малим делом употребљава у домаћинствима, а још мање за комерцијалне сврхе (продају и стварање прихода). У лековите биљке које расту на овом подручју убрајају се: ангелица, аптовина, бела рада, бели слез, боквица, босиљак, бршљан, булка, буника, гороцвет, ђурђевак, жалфија, кукурек, мајчина душица, маслачак, невен, рузмарин, хајдучка трава, чичак, чуваркућа...

#### Фауна
Брдско-планински предео села веома је погодан за развој лова. Од ловне дивљачи могу се наћи дивљи зец, лисица, твор, веверица, ласица, јеж, док су ређе срне, дивље свиње, куне и видре. Некада је у овим крајевима обитавао и вук (којег су мештани називали „курјак”), али је након Другог светског рата истребљен.
У околним шумама и врзинама (којих са смањењем броја становника, нажалост, има све више) настанио се велики број врста птица грабљивица и певачица. У њих се убрајају кобац, јастреб, сова, чавка, гавран, креја, зеба, детлић, славуј, врабац, ласта, кос, чворак, препелица, јаребица, голуб и друге. Птице се хране инсектима са ливада и њива, али повремено зађу и на усеве сељака. Река Дичина, њена притока Дреновица и остали потоци који теку кроз село дом су водоземаца и гмизаваца – жаба, зелембаћа, даждевњака, белоушки, а истичу се и две змије отровнице – шаран и поскок, које обитавају у камењарима Крвавца, Рожња и осталих околних брда, али се повремено могу наћи и у близини напуштених домаћинстава и кућа које људи ређе посећују.
Каптирање извора и изградња бране на Дичини у Горњим Бањанима за потребе водовода у Горњем Милановцу, знатно су смањили количину воде у Дичини и Дреновици, у којима има све мање рибе. До половине 20. века у реци је било доста рибе, а вода је била толико чиста да су у њој обитавали и ракови. Многи извори у суседној Дренови искоришћени су за напајање локалних, сеоских водовода, па је доток воде у речицу Дреновицу знатно смањен.

## Историја

### Стари Римљани у таковском крају
Пронађен је велики број доказа да је таковски крај још у далекој прошлости био насељен. Римљани међу првима су експлоатисали природне ресурсе и рудна богатства ове области. Иза себе су оставили трагове насеобина и рударских радова у ближој и даљој околини планине Рудник.
О боравку старих Римљана на овим просторима сведоче називи појединих локалитета који се и данас користе, остаци путева, по којима је римско царство било познато, рударских јама и велики број археолошких локалитета. Средином 19. века је у селу Бранетићима ископано 26 комада римског сребрног посуђа (пехара, послужавника, тепсија, котлића, тањира, кашика) на којима је угравиран натпис Simplici. Сво пронађено посуђе је квалитетне израде и има велику вредност. У самом селу Шаранима постоје остаци римског пута, на месту званом Јелен–камен (подножје планине Рожањ), на десној обали Дичине. Па ипак, не постоје писани докази о боравку Римљана у овом селу. Постоји легенда која каже да су насеља Шарена варош и Самоков настали у доба када су овде боравили Римљани. О томе су до краја 19. века сведочили остаци улица и шљаке из некадашње топионице, као и пронађени остаци металних врхова копаља и старог новца у месту Росуље. Такође се сматра да називи поједних места у Дренови и Шаранима потичу из тог времена – Самоков, Рупе, Вртлог, Усовина, Калина стена, Русковац.

### Средњи век
У лето 1189. године кроз таковски крај прошао је део огромне војске крсташа коју је ка источним земљама предводио немачки цар Фридрих Барбароса. У Шаранима и даље кружи легенда да су ову војску код места Тројански брод на Дичини напали „дивљи Мађари“, и да је тада крсташима у помоћ притекао кнез Василије Вукомановић из Срезојеваца. Цар Фридрих Барбароса је у знак захвалности Вукомановићу доделио титулу „кнеза од Левенштајна“ (Лавске стене). На обали реке Дичине постојала је велика камена статуа троглавог лава (Лавска стена), по којој је прелаз преко реке (у народу се то место назива брод) добио назив Тројански брод. Овај прелаз налазио се на улазу у Шаране, идући од Такова путем ка Савинцу. Прелаз је порушен при изградњи коридора 11. По истој легенди, сусрет Немањиног представника и заповедника крсташке војске која се кретала долином Дичине догодио се код места Јелењача, неколико километара низводно од Савинца, а близу садашње границе Шарана и Брђана. Изнад старог пута којег су изградили Римљани тада је постављена статуа јелена, а испод ње плоча са натписом о том свечаном сусрету. По тој статуи јелена цео путни превој који данас води из Шарана у Брђане и даље се зове Јелењача.
Између 12. и 20. века Србију су често нападале стране војске и хорде пљачкаша, које нису заобишле ни руднички крај и Шаране. Прво су га 1203. опустошили Мађари и Кумани, а затим су га 1241. године опљачкали и Монголи. Мађари су поново кренули у пљачкање ових крајева 1319. године, и продрли су све до Западне Мораве, где их је сачекала војска цара Душана и протерала их назад све до реке Саве. У таковском крају се нешто мирније живело између 1402. и 1427. године, за време владавине деспота Стефана Лазаревића. Након његове смрти, Турци све чешће упадају и пустоше ове крајеве Србије, па је наредни владар – деспот Ђурађ Бранковић – био приморан да утврди градове у рудничкој области (Острвицу – слика десно, Рудник и Борач), и да подигне нову тврђаву на Дунаву код Смедерева. Изградња нових, и обнова постојећих одбрамбених утврђења, ставила је народ под додатни притисак, јер је поред активног учешћа у одбрани Србије морао да кулучи и плаћа веће порезе. Баш због ових пореза и кулука тврђаву Острвицу народ је прозвао „град проклете Јерине“, по жени деспота Ђурђа која је била странкиња (пореклом Гркиња), и народ је сматрао да је она одговорна за сву несрећу која је народ задесила у том периоду. Рудничку област све су чешће нападали Турци, и у лето 1483. заузели су утврђења Борач и Острвицу, након чега су се повукли, да би затим 1454. године поново напали и коначно заузели Острвицу, Рудник, и цео руднички предео, у којем се налазе Шарани.

### Турска окупација
Турци су овим крајевима потпуно завладали 1459. године, када престаје да постоји српска средњовековна држава, а од Србије је направљен Смедеревски санџак на чијем је челу био санџак-бег, или мирилива. Овај санџак био је подељена на нахије или вилајете. Рудничка област прво је била нахија, а затим од 1684. године и каза. Рудник је био седиште Рудничке нахије и казе све до 1804. године, када је порушен, а тада је седиште нахије постала Брусница. И села Дренова и Шарани територијално су били део Рудничке нахије. Подручје ових села било је брдско–планинско и прекривала га је густа шума, тако да је било веома повољно за развој хајдучије, која је представљала оружани вид отпора турској окупацији након пропасти српске државе. Хајдучија није имала за циљ само оружани отпор, већ је имала и социјални карактер, јер су се приликом њихових акција прикупљала и материјална добра која су била неопходна за преживљавање осиромашеног српског становништва. Главни путни правац који су Турци користили водио је од Београда до Љига, а затим преко Рајца одакле се спуштао у Горње Бањане, па долином Дичине ишао све до Брезне. У овом месту је један крак пута водио у Пожегу, док је други крак настављао долином Дичине, пролазио поред Савинца и од места Јелен–камен се пео преко Рожња и настављао у долину Мораве и Ибра.
Како би стали на пут хајдучији у овим крајевима, Турци су с почетка 16. века Дренову прогласили за дербенџијско село, и тиме га ослободили одређених пореза и кулука. За узврат, становници Дренове морали су да одржавају ред на путу и бране колски и пешачки саобраћај од хајдука долином реке Дичине све до планине Рожња. Имали су задатак да преузму и испрате пролазнике и њихову имовину кроз овај предео, и сносили су пуну моралну и материјалну одговорност уколико би дошло до напада хајдука на путнике.
Почевши од 1467. године, Турци почињу да експлоатишу минерална и рудна богатства Србије, руду гвожђа на Сувобору и руду олова у околини планине Рудник. Послови у руднику отпочињали су 21. марта у години, а завршавали се 8. новембра. У месту Росуље, које данас припада Шаранима, постојала је ливница метала, а ливнице су још постојале у селу Ба и Руднику. Такође је постојала и ковачница у Самокову, месту које се данас налази у склопу села Дренове. Ливница је коришћена за ливење ђулади за турске топове бадалушка, а ковачница је коришћена за израду сабљи, копаља и осталих хладних оружја.
Приликом велике сеобе Срба руднички крај је скоро у потпуности опустео, у појединим селима није остао нити један становник. О томе сведочи и попис из 1718. године по коме у рудничкој нахији има 38 насељених и 56 пустих села. И становници Шарана и Дренове прикључили су се сеоби, иако су они имали могућност да се сакрију у густе шумовите пределе овог брдско-планинског подручја, далеко од главних путева. У време сеобе Срба, у Шаранима је било 25 домова, а у Дренови 30, док је према једном непотпуном попису, након сеобе, у Дренови и Шаранима било само по шест насељених кућа.

### Аустријска окупација од 1718. до 1739. године
Велика аустријска војска са око 150.000 војника, међу којима је било и око 10.000 српских добровољаца, кренула је у пролеће 1717. у офанзиву против Турака. Ова војска успела је да заузме Београд и Шабац, као и подручје од Дрине на западу, до Западне Мораве на југу и ушћа Тимока у Дунав на истоку. У Пожаревцу је 21. јула 1718. потписан мир између две велике силе, по којем је Аустрија од Турске добила Банат, Срем и северну Србију са Београдом. Граница између Аустрије и Турске ишла је Западном Моравом до ушћа Каменице, одакле је преко Миоковаца и Дружетића ишла на запад до Дрине. Самим тим, Дренова и Шарани нашли су се скоро на самој граници. Због близине Дренове и Миоковаца, Дреновце су често звали „људи са границе“.
По доласку у Србију, Аустријанци су је поделили на округе, или дистрикте. О овом периоду Кале Миловановић је у својој књизи Савинац у таковском крају – село Шарани и село Дренова записао:
„Дренова и Шарани били су у рудничком дистрикту, који је био подељен на кнежине, са оберкнезовима на челу. Старешине села били су сеоски кнезови или бирови. Војна управа у аустријској „Краљевини Србији“ била је подељена на 19 капетанија. Шарани и Дренова припадали су Прањанској капетанији, која је имала војску од 150 хајдука (Срба), 50 коњаника и 50 помоћника (Аустријанаца). Хајдуци су били стражари дуж аустро-турске границе и бринули се за безбедност путника на путевима, а нарочито војних курира, који су носили пошту до Београда и натраг. Аустријска управа је наметнула разне врсте пореза, затим кулучење и уконачавање војске, што је изазвало велико незадовољство сеоског становништва. Све се плаћало у новцу, изузев десетака у житу. Да би се све то прикупило вршена су насиља, пљачке и убиства.
Нови рат између Аустрије и Турске почео је 1737. а завршио се 1739. године на штету Аустрије. Турска војска је поново заузела Србију.“

### Шарани у време српских устанака
Карађорђе Петровић, угледни домаћин из околине Орашца и почетком 19. века један од познатијих људи у Шумадији, дуго је планирао и припремао устанак на дахије. Људи из рудничког краја имали су жељу да се обрачунају са зулумћаром Селим-агом, кога су још звали „руднички бик“, јер је у овим пределима вршио насиље, силовања и пљачку. Народ се одазвао позиву на устанак војвода Милана Обреновића из Бруснице и Милића Дринчића из Теочина. Одлучено је да војвода Милан крене са једном групом ка Руднику, док је војвода Милић са другом групом кренуо ка Пожези и Ужицу. Током марта 1804. године група устаника која је кренула на Рудник успела је да заузме утврђење које се ту налазило, а које је затим запалила, и протера спахије и остале Турке из околних села. Међу устаницима који су учествовали у овом походу налазили су се и Шаранци и Дреновци. Након успеха на Руднику, устаници су наставили битке против Турака од 1804. па све до 1809. године, стигавши тако са својим војводом Миланом Обреновићем све до Новог Пазара, Сјенице, Пријепоља и Бијелог Поља. Затим је на челу устаника војводу Милана заменио његов брат, војвода Милош Обреновић.
Остале српске војводе предлагале су Милошу да се привремено склоне у Аустрију преласком преко Саве, али је он то одбио, и уместо тога прикупио преживеле устанике рудничког краја и са њима се упутио ка Такову. Успут су се борци одвајали од групе и остајали у својим селима, док су Шаранци, Дреновци и остали Таковци распуштени на уласку у Таково, јер је Милош био обавештен да га код цркве брвнаре у Такову чекају Турци. Прилазећи цркви срео је Серчесму, турског заповедника, и предао му своје оружје. Турски заповедник је примио Милошеву сабљу и послао је везиру Рушид-паши која је симболизовала покорност султану, док је остало оружје оставио Милошу коме је поверио власт над народом. У рудничку нахију Турци се враћају 1813. године, али овог пута не на Рудник, који је разорен, већ у Брусницу, где је премештено седиште нахије. Милош је исте године своју породицу из предострожности склонио у село Рошце у близини Каблара, а затим их 1814. године враћа у село Шаране у кућу Марка Матковића. Кућа се налазила на Спасовини, на обронцима брда Крвавац. Током боравка у овој кући, Милошева жена Љубица родила је ћерку Јелисавету – Савку, 16. марта 1814. године. С обзиром да се ближио нови устанак, Милош је своју породицу поново преместио из Шарана у Горњу Црнућу, која се налази на обронцима планине Рудник, и која је забаченија и сигурнија. Кућа Марка Матковића, у којој је боравила Милошева породица, постојала је све до 1935. године, када је срушена. Од заборава ју је сачувао уметник Владислав Тителбах, који ју је 1881. године насликао у техници акварел. У натпису испод слике пише: фр. MAISON HABITEE PAR LE PRINCE MILOSHE LE GRAND – CHARANE – „Кућа Милоша Великог у Шаранима“. До данас је из тог периода опстао само вајат кнеза Милоша, који се налази у дворишту поред куће бана Добрице Матковића, у близини савиначке школе (на фотографији горе десно).
Терор који су Турци спроводили над српским живљем од 1813. само је убрзао подизање Другог српског устанка, 1815. године, када су се ради договора са Милошем у Такову скупили виђенији људи из целе тадашње рудничке нахије. Међу тим виђенијим људима били су и Симо Баралић, Илија Матковић, Милован Миловановић и Матије Станкић из Шарана, али ни остали људи из Шарана и Дренове нису оклевали да се лате оружја и поново крену у борбу против Турака. Народ је био посебно мотивисан јер је на чело устаника постављен њихов земљак, војвода Милош Обреновић, са којим су и раније заједно војевали. На овом сабору у Такову формиран је одред устаника, на чије је чело Милош поставио Лазара Мутапа и свог брата, Јована Обреновића. Након збора у Такову, устаници су се истог дана предвече преместили у Шаране (како би избегли потенцијални напад Турака), где је војвода Милош током ноћи одржао саветовање у кући Матије Станкића. Устаници су следећег јутра кренули старим турским путем низводно поред реке Дичине, преко Рожња и Ракове, на Љубић и Чачак, док се Милош запутио ка својој кући у Црнућу и успут подизао народ на устанак против Турске тираније. У историјским књигама и списима, који описују Други српски устанак и његове вође, нигде се не помиње саветовање које је одржано у Шаранима, а причу о том догађају су становници села преносили са колена на колено.
Људи који су војевали у оба српска устанка (1804. и 1815) били су обични сељаци, земљорадници, који су у бој носили сопствено оружје и били су одевени у властите сељачке хаљине и опанке. Из већине кућа у Шаранима и Дренови по једна или више мушких глава је учествовала у преко 50 мањих или већих борби са Турцима које су вођене у периоду између 1804. и 1815. године.

### Балкански и Први светски рат
У централној Србији је почетком 20. века било релативно мирно, све до објаве рата Турској 4. октобра 1912. године. Српска војска постигла је велике победе у овом рату, међу којима се истичу битке код Куманова, Прилепа, на Бакарном гумну и под Једренима. Након ових успеха српске војске са Турском је склопљен мир. Међутим, убрзо након тога Бугарска је напала Србију, 13. маја 1913. године. Напади бугарске војске убрзо су потпуно заустављени линијом Брегалница – Злетовска река. Из ових ратова није се вратило око 30 војника из Дренове и Шарана, који су свој живот положили за отаџбину.
Атентат на престолонаследника Франца Фердинанда у Сарајеву, 28. јуна 1914. године, био је повод да Аустроугарска Србији објави рат. Српски народ се тако поново нашао на прагу великих ратних сукоба, а још се није ни опоравио од претходних ратова на Балкану који су у великој мери исцрпели ресурсе и људство. Из Шарана и Дренове у војну службу су позвани сви који су били способни да носе пушку и остали који су могли да помогну војсци ван линије фронта. Већина становника ова два села нашла су се у склопу Прве армије, чији је задатак био да брани Мачву, Поцерину и део Шумадије. Српска војска је била притиснута бројно надмоћнијим и технички боље опремљеним непријатељем, па је морала да се повуче како би заузела боље стратешке положаје за даљу одбрану. Војска се повлачила све дубље у Шумадију, и 29. новембра 1914. године команда Прве армије се преселила у Горњи Милановац. На челу армије био је војвода Живојин Мишић, а војска се разместила на одбрамбене положаје по линији: Липе – Триповац – Калиманићи – Таково (Осоје) – Шарани (Главица) – Столице – Дреновачко осоје – Галич – Васкова главица. Топовске батерије армије постављене су на виша брда на тој линији, на Тоцилине, на Главицу изнад Савинца и на Столице. Аустријска војска зауставила је своје напредовање у Такову, и у наредна три дана настало је затишје како би се војници на обе стране одморили пред наставак сукоба и попунили залихе. Војницима из Шарана и Дренове том приликом дозвољено је да посете своје укућане.
Након тродневног одмора, војвода Живојин Мишић је донео одлуку да целом војском 3. децембра нападне аустријске трупе, пре него што пристигну појачања са Сувобора. У наредби Живојина Мишића, између осталог се наводи: „Непријатеља ваља нападати свуда и на сваком месту, нигде му не дати мира ни станка док год га не уништимо и не истерамо из наше земље; треба сад уложити сву своју снагу, храброст и пожртвовање, јер је сада настао згодан тренутак да тучемо непријатељске трупе разбацане по нашој земљи“. Офанзива је задобила такав моментум да је за само дванаест дана од аустријских трупа очишћена цела Србија, све до Дрине, Саве и Дунава. Међутим, већ следеће 1915. године аустроугарска војска је поново напала Србију и приморала српску војску на повлачење ка југу. На простору Шарана и Дренове је 31. октобра 1915. године поново организована одбрамбена линија Осоје – Савинац – Крвавац – Ковиљача. Ову линију нападала је 17. брдска бригада 19. аустријског корпуса, а на брду Крвавцу у Шаранима се и данас понегде могу видети мања удубљења (мада све теже, јер их је вегетација већином прекрила и изравњала), која су остаци ровова из којих је дејствовала одбрана српске војске. Аустријанци су током окупације Србије пљачкали, малтретирали и интернирали становништво, а неки цивили су одвођени у логоре без релевантног разлога, под изговором да су војни обвезници, добровољци, комите или чланови забрањених удружења и друштава. Неки војници из ових крајева, који су се борили у рату, заробљени су од стране аустријских трупа и послати у аустријске логоре Ашах, Браунау, Нежидер и друге. Шарани и Дренова су коначно дочекали слободу 28. септембра 1918. када је српска војска ушла у Горњи Милановац.
У балканским и Првом светском рату из Шарана и Дренове није се вратило око 170 људи, који су своје животе положили за отаџбину на бојиштима Мачве, Колубаре, на Церу, Сувобору, широм Шумадије, Косова, Македоније, у Албанији и Грчкој, и аустријским и мађарским логорима. На северном зиду савиначке цркве налази се велика мермерна плоча са њиховим именима и презименима. Кале Миловановић је прикупио и додао овом списку имена њихових очева, чинове у војсци, датум и место смрти. Цео списак доступан је у његовој књизи „Савинац у таковском крају: село Шарани и село Дренова“ на странама 49–54. На овом списку су и имена пет палих војника из Лочеваца (оближњег села), као и два из Семедража. Међутим, и тај списак највероватније није коначан, а највероватније никада неће ни бити, јер је већина потомака палих ратника до сада умрла. Ипак, постоји могућност да у неким војним документима из тог доба постоје додатни подаци о погинулим борцима из Шарана. Кале Миловановић је истраживањем дошао до чињеница које указују на стравичне судбине које су људе задесиле током ових ратова. Неретко се дешавало да се млади људи ожене и оду у рат, и из њега се касније не врате, оставши без потомства. Исто тако, догодио се велики број породичних трагедија, где су мајке остајале без једног, два, или чак три сина. Има и више случајева да су погинули отац и син, а понекад и отац и два сина.

### Између два рата
Између два светска рата становништво села углавном је настојало да обнови порушено. Радило се на изградњи нове школске зграде, како би се побољшали услови ђацима, којих је тада било у великом броју. Мештани су се трудили и да прошире старе и изграде нове путеве; у том периоду изграђена је нова траса пута Таково–Савинац, како би се становници Дренове и Шарана повезали са регионалним путем који је ишао од Горњег Милановца до Пожеге.
Тек што је живот почео да се враћа у нормалу, поново су почеле тензије на европском континенту. Хитлер је 1939. напао Пољску, а мушкарци Шарана су крајем 1940. поново мобилисани и отишли да ратују.

### Други светски рат
Напад на тадашњу Краљевину Југославију извршен је 6. априла 1941. године, а у њему су учествовале околне државе које су стале на страну Хитлера – Бугарска, Албанија, Мађарска, Италија и Аустрија. У копненом и ваздушном нападу учествовало је 56 немачких врхунски опремљених и обучених дивизија. Народ из таковског краја кренуо је на ратиште дан касније, 7. априла, а у склопу оформљених јединица било је и око 150 бораца из Дренове и Шарана. Немци су ка Горњем Милановцу напредовали из правца Крагујевца, па су их српски војници дочекали на Рапај брду. И поред снажног отпора, далеко надмоћнија немачка војска успела је да надвлада и уђе у град 17. априла 1941. године.
Већина ратника из Шарана се повлачила са војском и крајем априла 1941. били су у Македонији и Грчкој. Појединци су се вратили својим кућама, док је одређен број одведен у ратно заробљеништво – логори Џумаја (Бугарска), Солун (Грчка) и Ђурђево (Румунија). У тим логорима боравили су само привремено, а затим су транспортовани у радне логоре на територији Немачке, где није имало довољно радне снаге јер су се мушкарци борили на ратиштима широм Европе. Приликом транспорта из логора у Румунији успели су да побегну Милош Томић и Милисав Миловановић из Шарана. Ка свом родном крају упутили су се пешке, али до њега није стигао Милош, који је 7. јуна 1941. преминуо, и сахрањен је у селу Велики Семпетар (рум. Sânpetru Mare). Након рата његове мошти пренете су у српско војничко гробље у Темишвару. Из Шарана су у заробљеништву били:
1. Баралић Р. Радојица
2. Баралић Љ. Милорад
3. Баралић М. Ратко
4. Баралић Љ. Маринко
5. Баралић Ивко
6. Баралић Живко
7. Баралић Добривоје
8. Баралић Н. Миодраг, погинуо у заробљеништву
9. Белаковић Милан
10. Белаковић Ж. Спасоје
11. Гавриловић Владислав
12. Дамљановић Ж. Душан
13. Дрињаковић М. Раденко
14. Ђоковић Ђорђе
15. Живановић Н. Милисав
16. Живановић Р. Алекса
17. Јелић Љ. Драгољуб
18. Јелић Љ. Живорад
19. Јелић Ј. Велизар
20. Јоковић Милорад
21. Јовановић Секула
22. Јовановић Р. Бошко
23. Лазовић Р. Миливоје
24. Милошевић Д. Максим
25. Милошевић М. Живота
26. Миловановић Т. Рајко
27. Миловановић И. Милош
28. Мимовић Драгић
29. Маркељић Ж. Обрад
30. Маркељић А. Петар
31. Маркељић Драгољуб
32. Маркељић Радисав
33. Маркељић Ј. Бошко
34. Маркељић М. Радивоје
35. Марјановић М. Душан
36. Ојданић Милојко
37. Станкић Јездимир
38. Томић В. Добросав

Већином су у заробљеништву провели од 49 до 53 месеца.
Одмах по паду Краљевине Југославије у таковски крај почеле су да пристижу Срби - избеглице из Хрватске, Босне и Херцеговине, Војводине и са Косова и Метохије, који су бежали пред терором локалних народа. Поред српских избеглица, возом су пристизали и Словенци протерани из Словеније. На Савинцу су боравили са породицама Василије Лазаревић (Путинци), Јанко Дроч (Св. Петар код Горице, Италија) и Спасоје Миловановић (Љубљана).
Из Шарана је у борбама погинуло 27 војника, чија се имена налазе на споменику на Савинцу, заједно са именима 38 бораца из Дренове.
Више о дешавањима током Другог светског рата на Савинцу може се прочитати у књизи Савинац у таковском крају – село Шарани и село Дренова, на странама 59–69.

## Демографија
Први попис становништва у овим крајевима спровели су Турци око 1516. године са циљем да се утврди број глава које ће плаћати порез. Самим тим пописане су само старешине домаћинстава, па нема података о осталим укућанима. Такође, уписано је само име старешине, па нема података о презименима из тог периода. Следећи попис уследио је 1525. године, када је у Шаранима било 24 домаћинства (+1 напуштено):
1. Јован, син Добривоја
2. Вук, син Ђурашина
3. Радосав, син Добривоја
4. Петрашин, син Ђурашина
5. Вук, син Радосава
6. Јован, син Брке
7. Жарко, син Влаина
8. Ђурађ, син Радоње
9. Вучина, син Радмана
10. Миливоје, син Ненаде
11. Петар, син Ненаде
12. Димитрије, син Милоша
13. Живко, син Вуке
14. Радојин, син Вукоја
15. Радич, син Ненаде
16. Петар, син Радича
17. Јован, син Радича
18. Радош, син Добривоја
19. Миладин, син Радивоја
20. Цветко, син Милашина
21. Срећко, син Миладина
22. Станко, син Срећка
23. Стојан, син Миладина
24. Вук, син Бранка
25. Баштина Вукаса, нестала.

Након овог пописа Турци су проширили обавезу плаћања испенџе (личног пореза) на мушке главе старости између 7 и 80 година. Због тога је само три године касније спроведен нови попис:
1. Кнез Пава, син Радосава и с њим Петар, његов брат, Рајко, његов братучед и Миладин, његов брат
2. Никола, син Добривоја, и с њим Радосав његов брат и Рајко, његов брат
3. Радосав син Вукосава, и с њим Вучић, његов стриц, и Радован, његов брат
4. Вучић, син Вукице, и с њим Окрајац, његов син и Петак, његов син
5. Вук, син Ђурашина, и с њим Петрић, његов брат и Раде, његов братучед
6. Вук, син Радосава, и с њим Димитрије, његов син и Димитрашин, његов син
7. Кумро (?) син Богоја, и с њим Ранко, његов син, Марко, његов син и Петре, његов син
8. Милован, син Ивана, и с њим Димитрије, његов син и Радован, његов син
9. Живко, син Вукоја, и с њим Томаш, његов син и Радош, његов брат
10. Миладин син Радивоја, и с њим Цветко, његов син, Вук, његов син и Радојин, његов унук
11. Срећко, син Миладина, и с њим Станко, његов син, Стојан, његов син, и Вукан, његов брат
12. Јован, син Марка
13. Рајин, син Владислава, и с њим Жарко, његов син, Јован, његов брат и Миладин, његов син
14. Петко, син Вуксана, и с њим Вук, његов брат
15. Вуксан, син Томе, и с њим Вук, његов син
16. Ранко, син Ивана и с њим Ђура, његов син
17. Радош, син Шарајина, и с њим Вучина, његов син
18. Радич, син Ненаде и с њим Петре, његов син и Јован, његов син
19. Радош, син Добрића
20. Вук, син Бранка

- Ратаји:

1. Вук, син Влајка, и с њим Милосав, његов син
2. Добрашин, син Михајла
3. Баштина Вукаса

Први на списку био је Паво, сеоски кнез, који је био обавезан да сарађује са турским властима. Посебно су наведена три ратаја. То су били становници села без сопствене земље за обрађивање, већ су радили на имањима примићура и сеоског кнеза.
Следећи попис турске власти спровеле су 1559. године. Тада је у селу било 20 домаћинстава, од којих су седам водиле нежење. Неожењени су плаћали порез по посебној основици. При овом попису село се први пут помиње под именом Шарани, док је при ранијим пописима село пописивано као Андраница, Андратница или Андретиница. Ни при овом попису није наведено презиме домаћина, већ само име његовог оца или мајке:
1. Станко, син Мирка, на баштини
2. Степан, син Мирка
3. Вук, син Радосава, на баштини
4. Цветко, син Вукашина, на баштини
5. Живко, син Вукоја, на баштини
6. Жарко, син Рајина, на баштини
7. Јован, син Мрке, на баштини
8. Дабижив, син Милована, на баштини
9. Вук, син Ђурашина, на баштини
10. Радован, син Милашина
11. Страхиња, син Мрке, неожењен
12. Вук, син Живка, неожењен
13. Радоња, син Јована, неожењен
14. Радојин, син Петрије, неожењен
15. Вук, син Вуксана, на баштини
16. Петар, син Хрве
17. Драгоје, син Ђурашина, неожењен
18. Милосав, син Вука, на очевој баштини
19. Радошин, син Милована, неожењен
20. Раде, син Жарка, неожењен

Из Шарана се због ратова између Турске и Аустроугарске током 15, 16. и 17. века велики број породица одселио на подручје Панонске низије, у данашњу Румунију, Војводину и Мађарску.
У годинама аустријске окупације, између 1718. и 1739. године, Шарани су били заведени као „хајдучко село”. Ова села била су обавезна да дају помоћне граничаре који су чували границу са Турском. Почетком аустријске окупације у Шаранима је било само шест насељених кућа, да би се у наредним годинама одређени број избеглих породица вратио на своја огњишта. Тада се у Шаране досељавају породице из Босне, Херцеговине, Црне Горе и Санџака.
Наредни попис становништва уследио је скоро век касније, по окончању Другог српског устанка, када је кнез Милош Обреновић наредио пописивање „харачких лица”. У Шаранима је 1818. било 20 домова и 45 харачких глава. У тефтеру чибука сачуван је попис из 1823. године, када се први пут поред имена наводи и презиме домаћина. Тада је у Шаранима пописано 21 домаћинство. У попису 1825. су поред старешине домаћинства пописани сви остали мушки чланови. Тада је у селу било 26 домаћинстава, а укупно 81 мушка глава. Најмлађи пописани мушкарац имао је две, а најстарији 71 годину. При овом попису приметно је да доста мушкараца средњих година има малу децу. Они су били спремни за женидбу почетком 19. века, али су учествовали у Првом и Другом српском устанку, па су се тек по завршетку војевања оженили. Доста њих оженило се после 30. године живота, што је за то време било поприлично касно.
Следећи попис, први у новој српској држави, спроведен је 1834. године. Тада је у селу било 206 становника — 105 мушкараца и 101 жена, у 33 куће. У овом попису нису посебно наведена имена и презимена становника, али се из пописа спахијских прихода за исту годину види списак домаћина по кућама:
1. Симеун Баралић
2. Петар Белаковић
3. Јоко (Јован) Бабић
4. Наста, удовица
5. Сретен Матковић
6. Дмитар Илић
7. Василије Живановић
8. Теодор Миловановић
9. Милован Јелић
10. Јован Маркељић
11. Петар Маркељић
12. Ђорђе Матковић
13. Мијаило Лепосавић
14. Ристо Марјановић
15. Никола Марјановић
16. Мијаило Марјановић
17. Никола Јелић
18. Паун Костић
19. Лазар Станкић
20. Дамљан Боришић
21. Петар Росић
22. Милош Мимовић
23. Милоје Мимовић
24. Стеван Мимовић
25. Милутин Баралић
26. Ђорђе Баралић
27. Милета Јелић
28. Павле Јелић
29. Лазар Јочић
30. Јован Јочић
31. Ђорђе Јелић

Први детаљан попис у Шаранима је спроведен 1863. године. Тада су пописани не само сви чланови домаћинстава, већ и земљиште и културе које су узгајане, зграде, вредност целе имовине и месечни приход домаћинства. Према овом попису село је имало 56 кућа са 276 становника — 157 мушких и 119 женских. Укупна вредност непокретности села била је 2.364 царска дуката, док је месечни приход свих домаћинстава заједно био 235 талира. Старешине домаћинстава тада су биле:
1. Стеван Маркељић
2. Јаков Марјановић
3. Паун Баралић
4. Ђорђе Јелић
5. Матија Дамњановић
6. Андрија Баралић
7. Марко Марић
8. Милан Костић
9. Стеван Ковачевић
10. Димитрије Мимовић
11. Ђорђе Митровић
12. Милош Марић
13. Пантелија Миловановић
14. Стеван Баралић
15. Младен Лазовић
16. Милан Живановић
17. Петар Илић
18. Вук Јелић
19. Тодор Томић
20. Витор Марковић
21. Стеван Дамњановић
22. Лазар Милетић
23. Јанићије Ковачевић
24. Пава, жена Јанићијева
25. Теован Стевановић
26. Александар Миловановић
27. Павле Марјановић
28. Миливоје Маркељић
29. Василије Станкић
30. Василије Стевановић
31. Јован Баралић
32. Јован Милетић
33. Јаков Маркељић
34. Петар Белаковић
35. Максим Ристовић
36. Јован Маркељић
37. Јосип Матковић
38. Симеун Марковић
39. Живко Марјановић
40. Теодор Миловановић
41. Матија Матковић
42. Никола Марјановић
43. Живко Живановић
44. Милан Мимовић
45. Гаврило Баралић
46. Никола Баралић
47. Марко Матковић
48. Милан Јовановић
49. Милан Проковић
50. Савко Дамјановић
51. Стеван Баралић
52. Периша Живановић
53. Милутин Томић
54. Јован Дамјановић
55. Коста Маркељић
56. Јеремија Ковачевић

До краја 19. века било је још неколико пописа становништва. Према попису од 14. јуна 1884. Шарани су имали 70 кућа са 403 становника — 213 мушкараца и 190 жена. Занимљиво је да је у попису наведено и да је било 11 писмених лица (2,73%) — 10 мушкараца и 1 жена. Најближа школа у то доба била је у Горњем Милановцу или у Љутовници, па су се родитељи тешко одлучивали да децу шаљу пешке на тако далек пут.
Први попис у 20. веку био је 1910. године, када је село имало 98 домаћинстава и 627 становника — 329 мушкараца и 298 жена. Последњи попис 20. века, спроведен 1991. године, бележи 131 домаћинство са 340 становника — 173 мушкарца и 167 жена.
Данас (попис из 2011) у насељу Шарани живи 241 становник. Према попису из 2002. године просечна старост становништва износи 49,2 година (48,4 код мушкараца и 50,0 код жена); у насељу има 136 домаћинстава, а просечан број чланова по домаћинству је 2,53.
Ово насеље је највећим делом насељено Србима (према попису из 2002. године).
|             | \| Демографија[38] \| Демографија[38] \| Демографија[38] \| \| Година \| Становника \| Становника \| \| --------------- \| --------------- \| --------------- \| \| 1948. \| 823 \| \| \| 1953. \| 807 \| \| \| 1961. \| 697 \| \| \| 1971. \| 560 \| \| \| 1981. \| 460 \| \| \| 1991. \| 342 \| 334 \| \| 2002. \| 344 \| 344 \| \| 2011. \| 241 \| \| |            |
| Демографија | |            |
| Година      | Становника | Становника |
| 1948.       | 823 |            |
| 1953.       | 807 |            |
| 1961.       | 697 |            |
| 1971.       | 560 |            |
| 1981.       | 460 |            |
| 1991.       | 342 | 334        |
| 2002.       | 344 | 344        |
| 2011.       | 241 |            |

| Етнички састав према попису из 2002.‍ | Етнички састав према попису из 2002.‍ | Етнички састав према попису из 2002.‍ | Етнички састав према попису из 2002.‍ | Етнички састав према попису из 2002.‍ |
| ------------------------------------ | ------------------------------------ | ------------------------------------ | ------------------------------------ | ------------------------------------ |
|                                      |                                      |                                      |                                      |                                      |
| Срби                                 | Срби                                 |                                      | 336                                  | 97,67%                               |
| Југословени                          | Југословени                          |                                      | 4                                    | 1,16%                                |
| Хрвати                               | Хрвати                               |                                      | 1                                    | 0,29%                                |
| непознато                            | непознато                            |                                      | 1                                    | 0,29%                                |

| Година пописа     | 1948. | 1953. | 1961. | 1971. | 1981. | 1991. | 2002. |
| ----------------- | ----- | ----- | ----- | ----- | ----- | ----- | ----- |
| Број домаћинстава | 158   | 163   | 168   | 162   | 159   | 131   | 136   |

| Број чланова      | 1  | 2  | 3  | 4  | 5 | 6 | 7 | 8 | 9 | 10 и више | Просек |
| ----------------- | -- | -- | -- | -- | - | - | - | - | - | --------- | ------ |
| Број домаћинстава | 43 | 48 | 15 | 13 | 6 | 7 | 1 | 1 | 0 | 2         | 2,53   |

| Пол    | Укупно | Неожењен/Неудата | Ожењен/Удата | Удовац/Удовица | Разведен/Разведена | Непознато |
| ------ | ------ | ---------------- | ------------ | -------------- | ------------------ | --------- |
| Мушки  | 141    | 29               | 100          | 10             | 2                  | 0         |
| Женски | 163    | 22               | 99           | 38             | 3                  | 1         |
| УКУПНО | 304    | 51               | 199          | 48             | 5                  | 1         |

| Пол    | Укупно                    | Пољопривреда, лов и шумарство | Рибарство                            | Вађење руде и камена | Прерађивачка индустрија       |
| ------ | ------------------------- | ----------------------------- | ------------------------------------ | -------------------- | ----------------------------- |
| Мушки  | 50                        | 17                            | 0                                    | 0                    | 16                            |
| Женски | 35                        | 13                            | 0                                    | 0                    | 9                             |
| УКУПНО | 85                        | 30                            | 0                                    | 0                    | 25                            |
| Пол    | Производња и снабдевање   | Грађевинарство                | Трговина                             | Хотели и ресторани   | Саобраћај, складиштење и везе |
| Мушки  | 2                         | 2                             | 1                                    | 0                    | 4                             |
| Женски | 0                         | 0                             | 1                                    | 0                    | 6                             |
| УКУПНО | 2                         | 2                             | 2                                    | 0                    | 10                            |
| Пол    | Финансијско посредовање   | Некретнине                    | Државна управа и одбрана             | Образовање           | Здравствени и социјални рад   |
| Мушки  | 0                         | 1                             | 1                                    | 1                    | 3                             |
| Женски | 0                         | 0                             | 1                                    | 2                    | 2                             |
| УКУПНО | 0                         | 1                             | 2                                    | 3                    | 5                             |
| Пол    | Остале услужне активности | Приватна домаћинства          | Екстериторијалне организације и тела | Непознато            | Непознато                     |
| Мушки  | 1                         | 0                             | 0                                    | 1                    | 1                             |
| Женски | 0                         | 0                             | 0                                    | 1                    | 1                             |
| УКУПНО | 1                         | 0                             | 0                                    | 2                    | 2                             |

### Фамилије
О пореклу шаранских фамилија податке је прикупио Петар Маркељић, а од њега их је преузео Миленко Филиповић и објавио у својој књизи.
Баралићи су потомци Дмитровића, а ови су се доселили из села Кута код Орахова (тадашња источна Црна Гора). Припадали су српском племену Куча. Дмитровићи су се одлучили на сеобу на север из свог родног краја, вероватно због крвне освете. Стигли су до Бара код Колашина, где су се мало задржали и одлучили да презиме промене у Баралије или Баралић. Наставили су сеобу ка Србији и успут се делили. Део је остао у Доњој Крвавици (Гуча), док се остатак настанио у Шаране и Мајдан. У Шаране су стигли средином 18. века, када село није било густо насељено јер се добар део становништва одселио на север у сеоби 1690. године. Баралићи су заузели земљу око извора Бакрач (између Шеринца и Озрића брда), док се један део фамилије стационирао између Бабиног потока и Крвавца. Кум Баралића био је Стефан Радосављевић – Шеговић из Клатичева. Због велике фамилије, сваки огранак имао је свог кума. Крсна слава Баралића је Никољдан (19. децембар).
Живановићи су се доселили из Хума у Херцеговини. Из писаних докумената презиме се прво везује за име Живана Дмитровића, којег су сви знали као Живана Маторог, како је и уписан у списак пореских глава. Рођен је 1754. а умро пре 1831. године, јер га нема на списку пореских глава из те године. Оженио је удовицу Николе Јовановића из Семедражи, која му је 1815. родила сина Василија. Прихватио је и двојицу њених синова из првог брака (Николине потомке) — Милована и Стевана. У знак захвалности, њих двојица узели су Живаново име за своје презиме које се појављује у наредним пописима. Милованови потомци су касније ипак вратили презиме Јовановић, по свом деди из Семедражи, док су Стеванови и Василијеви потомци основали фамилију Живановић. Живановићи су заузели потес испод источне падине Крвавца. Породични кум Живановића био је Стеван Обрадовић из Дренове. Крсна слава ове фамилије је Мратиндан (24. новембар).
Јовановићи — Како је претходно наведено, удовица Николе Јовановића из Семедражи удала се за Живана Дмитровића. Николини синови, Милован и Стеван, преузели су очухово име за своје презиме у знак захвалности што што их је одгојио и преписао им део земље. Милован је са женом Тајсијом имао пет синова и три ћерке. Синови су, из непознатог разлога, узели презиме свог деде Николе — Јовановић. Тако је основана фамилија Јовановић у Шаранима. Куће Јовановића налазе се на североисточним падинама Крвавца, док су куће потомака Драгића Јовановића у близини Бабиног потока. Породични кум фамилије био је Јанићије Перишић из Брђана, са потомцима. Крсна слава Јовановића је Ђурђевдан (6. мај), са изузетком Драгића Јовановића с потомцима, који је дошао код жене у кућу па је преузео да слави крсну славу Баралића — Никољдан.
Маркељићи су се у Шаране доселили у другој половини 18. века, око 1780. године, из Лешка у општини Лепосавић. Петар Маркељић наводи да су се Маркељићи доселили из Бањалуке у Босни, крајем 18. века, али се ови подаци не подударају са списима који су опстали. У село су се, по тим списима, доселила два Маркељића — Марко и Стеван. Обојица су имала по два сина, који су зачетници ове фамилије у Шаранима. Кум Стеванових потомака био је Петар Вучићевић (Поповић) из Такова, са потомцима, док је кум Маркових потомака био Арсеније Филиповић из Љеваје. Крсна слава Маркељића је Аранђеловдан (21. новембар).
Миловановићи су се у Шаране доселили око 1700. из Херцеговине и спадају у прве досељенике на ово подручје. Дошао је Михаило који имао два сина Николу и Милована. Милован је имао три сина Теодора, Јована и Пантелију. Населили су се у Шеварицама, Кључу и на простору од Савинца до Осоја. Кум фамилије био је Петар Ненадовић из Такова (касније се преселио у Љиг). Миловановићи славе Ђурђиц (16. новембар).
Јелићи су се у ове крајеве доселили око 1630. године из источне Херцеговине, као и Миловановићи. Припадали су Озринићима, па су цео потес Шарана где су се населили назвали Озринића брдо. Касније је то скраћено у Озрића брдо. Кум фамилије био је Благоје Мијатовић из Такова са потомцима — Благојевићима. Крсна слава Јелића је Ђурђиц.
Милетићи потичу од Милете Јелића. Милета се родио 1789. године, имао је три сина који су име свог оца узели за презиме и тако основали фамилију Милетић. Кум и крсна слава исти су као код Јелића.
Ковачевићи потичу од Симеуна Јелића, који је био познат као Симеун Ковач. Родио се 1776. године и имао шест синова који су за своје презиме узели надимак свог оца и основали фамилију Ковачевић. Кум Ковачевића био је Проко Стефановић из Бершића, а крсна слава им је Ђурђиц, као код Јелића.
Матковићи су једна од најстаријих фамилија у Шаранима. Међу првима су се доселили у ове крајеве, а о њиховом пореклу постоје две приче — према првој потичу са североистока Црне Горе, из племена Васојевића, а према другој су дошли из околине Гацка у Херцеговини. Почетком 19. века, у време српских устанака против Турака, у Шаранима су биле две куће Матковића — Марка и Илије. Илијини потомци узели су очево име и основали фамилију Илић, која се касније угасила. Породични кум Матковића био је Илија Жижовић из Леушића, а славе Ђурђевдан.
Марјановићи су по предању најстарија фамилија Шарана. На овим просторима боравили су још у средњем веку. При великој сеоби Срба 1690. део Марјановића избегао је у Војводину, а трајно су се населили у селу Баваниште. Кум овој фамилији био је Милисав Ковачевић из Такова, а крсна слава им је Никољдан.
Лазовићи су се доселили из Фоче у Херцеговини. Одатле су се браћа близанци – Гаврило и Мијаило Јочић, доселили крајем 18. века након што су убили неког Турчина. Гаврило је 1805. добио сина Лазара – Лаза, који је био цењен и познат и ван граница села. У Лазовића долу изградио је лепу кућу у традиционалном српском стилу, једну од највећих у западној Србији тада. Кућа је стављена под заштиту као споменик културе, али се о њој нико није бринуо и она се почетком 21. века урушила. Лазови потомци су по оцу узели презиме Лазовић. Кум Лазовића био је Благоје Мијатовић из Такова са потомцима — Благојевићима. Крсна слава ове фамилије је Аранђеловдан.
Станкићи су дошли из села Скакавца код Берана. Морали су да се доселе из родног краја јер је њихов предак, Станко, убио Турчина, па је зато побегао у Србију. Станкићи су се населили близу потока Пауновца, а касније се део одвојио и направио домове на Шеринцу. Кум фамилије Станкић био је Максим Марковић из Грабовице, а крсна слава им је Никољдан.
Томићи — Тома Станкић учествовао је у устанцима и због тога се касно оженио. Са женом Росом имао је три сина: Петра, Павла и Антонија. Роса је остала удовица док су јој синови још били мали. Била је способна жена и уважавали су је сви у селу, а звали су је „Роса удовица”. Павле и Антоније су узели очево име за презиме и тако основали фамилију Томић. Кум и крсна слава исти су као код Станкића.
Росићи — Трећи син Томе и Росе Станкић, Петар, имао је само осам година када је остао без оца, па му је мајка била веома битна фигура у животу. Зато је њено име узео за своје презиме и основао фамилију Росић. Петар Росић био је први председник савиначке општине. Крсну славу Росићи су задржали од фамилије Станкић.
Дамљановићи су се доселили из Осатице, места између Сребренице и реке Дрине. Прво су се населили у Трбушане. Дамњан Боришић, први предак Дамљановића на овим просторима, се са око 37 година доселио у Шаране 1810. године. Његови потомци преузели су очево име и основали фамилију Дамљановић. Њихови рођаци у Трбушанима задржали су презиме Боришић.
Мимовићи су дошли из Ибарског Колашина на Косову и Метохији и настанили се у доњем делу Озрића брда. Кум фамилије био је Јанићије Петровић (Ковачевић) из Калиманића, а крсна слава им је Јовањдан (20. јануар).
Ристовићи — Ристо Савић био је син Сава Мимовића, из фамилије Мимовић и имао је три сина. Они су за своје презиме узели очево име и основали фамилију Ристовић.
Милошевићи — Милош Мимовић рођен је 1789. и имао је синове Николу и Јеремију. Никола је очево име узео за презиме и сматра се оснивачем фамилије Милошевић. Николин син Богета био је власник надалеко познате воденице, коју су и након његове смрти називали „Богетина воденица”, а предео у њеној непосредној близини и данас се назива „код Богетине воденице”. Кум Милошевића био је Јанићије Ковачевић, а када је он преминуо за кума су узели Сава Матковића. Крсна слава им је остала од Мимовића — Јовањдан.
Белаковићи — У Шаране се почетком 19. века из околине Бијељине доселио Јован Јевтовић. Локални становници су му дали надимак Бјелак. У своју кућу у Росуљама је још као малог дечака довео Метра Минића. Јованови синови су млади умрли, па је посинио Петра који је узео презиме Белаковић. Кум им је био Јевто Марјановић из Бруснице, а крсна слава им је Ђурђевдан.
Јоковићи — У Шаране се заједно са Јованом Јевтовићем – Бјелаком доселио и Јован – Јоко Бабић. Његови потомци су очево име узели за своје презиме и основали фамилију Јоковић. Христина Јоковић родила је прве тројке у Шаранима — Теодора, Сретена и Миленка, који су, нажалост, још као бебе умрли. Кум и крсна слава фамилије исти су као код Белаковића.
Шљивићи су дошли у Шаране из села Кушића код Ивањице. Милисав Шљивић био је свештеник савиначке цркве од 20. јуна 1872. када се доселио па све до своје смрти 1887. године. Милисав је са собом довео брата Мијаила и дао му део имања. Његови унуци — Божидар и Живорад, одселили су се из Шарана. Божидарева ћерка Даница Шљивић-Тодовић последњи је потомак који носи презиме ове фамилије.
Ђоковићи су пореклом из суседних Милићеваца. Алексије – Леко Маркељић доселио се са родног имања на тромеђу Брђана, Шарана и Милићеваца, где је раскрчио шуму и себи направио кућу. То се локалним фамилијама није свидело, па су унајмили два хајдука да га отерају; они су 25. јуна 1901. убили Лека у његовом дворишту. Лекова кћи Јулка удала се за Миливоја Ђоковића и довела га у кућу свог оца, па је тако настала фамилија Ђоковић у Шаранима. Крсна слава Ђоковића је Аранђеловдан.
Стефановићи су из Придворице код Чачка. Тихомир Стефановић оженио се удовицом Радомира Марјановића из Шарана, Дарином. Његов син Алекса родио се у Шаранима 1910. године, а касније се преселио у Горњи Милановац где је радио као лекар у болници до смрти 1983. године.
Дрињаковићи су пореклом из суседног Такова. Раденка Дрињаковића посинио је Милорад Јелић из Шарана, који није имао деце. Раденкови потомци су се одселили из Шарана.
Ојданићи су из села Равни на Златибору. Љубинка, ћерка Обрена и Радојке Живановић, удала се за Милојка Ојданића из Равни и довела га у очеву кућу. У тој кући живели су њихови потомци до краја 20. века када се Раде Ојданић одселио у Чачак.

## Сеоске општине
Шарани су током средњег века припадали жупи Црна Гора српске средњовековне државе. Када су Турци заузели ове просторе, Шарани су припали Рудничкој нахији, која је била део Смедеревског санџака. За време аустријске окупације (1718–1739) Шарани су припадали Прањанској капетанији, која је била део Рудничког дистрикта.
По окончању Другог српског устанка Шарани су у новој организацији припали Брусничкој или „Лазићевој” кнежини (по кнезу Јовану Лазићу). Селима је тада управљао сеоски кмет, којег су мештани бирали на сеоском збору. Кмет је као знак власти и части носио кметовски штап, обично направљен од дреновог дрвета. Када би се изабрао нови кмет села, стари би му пришао, пољубио га и честитао му, а затим би му предао кметовски штап. Први кмет Шарана по завршетку Другог српског устанка био је Симеун - Симо Баралић, којег је наследио син Илија, а овога Петар Росић.
Када је 1838. године донет нови устав Кнежевине Србије, дошло је до нове поделе територије државе на округе и општине. Челници мањих села добили су задатак да се са суседним селима договоре о формирању заједничких општина. Тада су се представници Такова и Шарана договорили да оформе једну општину. Дренова је притом са селима Бершићи и Лочевци оформила другу општину. Главни разлог овакве поделе била је река Дичина на којој није било моста, па је често и по неколико дана било немогуће прећи је. У то време Шарани су имали 30 кућа са 36 пореских глава, док је Таково имало 44 куће са 48 пореских глава. Одлучено је да седиште општине буде код цркве на Савинцу, и да се новоформирана општина зове „Шаранска”. На Савинцу је подигнута зграда општинског суда. Овај суд имао је овлашћење да људе казни са три дана затвора, па је поред зграде направљена апсана (затвор) од дрвета. Ту су најчешће затварани они који нису поступали по наређењу сеоског кмета. Први председник општине био је Петар Томић (Росић) из Шарана.
Шаранска општина постојала је до 1866. године, када је преименована у „Таковска”. Седиште те нове општине и даље је било на Савинцу, а она је постојала све до 10. марта 1890. године, када су се Шарани одвојили и са Дреновом формирали „Савиначку” општину.
Архива која се налазила у општинској згради на Савинцу спаљена је 20. септембра 1941. године од стране комуниста.

## Школство
Описмењавање народа Шарана прво се везује за манастир Савинац. Почетком 19. века у Србији уопште је било врло мало писмених људи. У целом рудничком округу је 1839. било две школе са два учитеља и 46 ђака. У старим записима може се наћи да су на Савинцу између 1804. и 1842. године држани течајеви писмености, а у описмењавању народа истицао се игуман манастира Савинца од 1830. до 1839. године — јеромонах Гедеон Јуришић. Његови ученици одлазили су у школе у другим селима, где су успешно полагали испите. И поред ових течајева, број писмених у селу био је релативно мали све до пред крај 19. века. Један од писмених људи из тог периода је Матија Матковић, који је у више наврата био кмет села и председник савиначке општине.
Пошто у селу није било школе, ђаци су били приморани да пешке иду до основне школе у Брусници или Љутовници, али је мали број родитеља био вољан да своју децу пусти на тако дуг пут. По попису становништва из 1874. године у Шаранима је било само четири писмена мештанина. Иако је већина била неписмена, поједини су знали својеручно да се потпишу, а знали су она слова која су им била у имену и презимену. Својеручни потпис је у то време био ствар престижа, што се може видети из записника зборова грађана. На тим записницима се поред имена неписмених стављао крстић, док су се они који умеју, често веома споро, својеручно потписивали.
Први писани захтев за градњу школе мештани Такова, Дренове, Лочеваца и Шарана заједно су 10. августа 1869. упутили Министарству просвете и црквених дела. Четири месеца касније, 9. јануара 1970, у Шаранима је одржан збор грађана на ту тему, на којем су мештани свих села потврдили жељу да се школа изгради. Записник је 13. јануара 1870. прослеђен Министарству просвете са пропратним писмом у којем се наводи да отварање школе не би умањило број ђака у постојећим школама, а да би број ученика у новој школи био већи од минимума прописаног законом. Уследио је позитиван одговор из Министарства, у којем се захтева да се поред зграде обезбеде „угодне и јаке скамије, две табле, три саке столица, један стол, орман, све потребне мапе, азбучна штица, школски протоколи, сахат, слика Светог Саве, секира, ватраљ и друго”. Поред тога, наведено је и да под школе мора бити подашчан, а не циглани, и да се близу школе обезбеди простор за башту „од најмање читавог дана ораће земље”. Пошто општина није имала сопственог земљишта за подизање школске зграде, обратила се Конзисторији ужичке епархије са седиштем у Карановцу (Краљеву) да се школа подигне на делу црквене земље, што је одобрено. Међутим, радови на изградњи школе обустављени су све до 1880. јер су уследили ратови са Турском 1876. и 1877/1878. године.
У фебруару 1880. дреновачка и таковска општина изразиле су жељу да од савиначког свештеника Милисава Шљивића откупе кућу и адаптирају је за одржавање наставе. Окружно начелство је 3. јула исте године обавестило надлежно министарство о томе да је од попа Милисава купљена кућа и да се тражи постављање учитеља. Пошто дуго није било одговора, представници двеју општина су 7. септембра 1880. министру просвете упутили писмо са образложењем за куповину попове куће. Одговор је стигао 23. септембра. У том писму наведено је више разлога због којих попова кућа није погодна за школу, чак и уз додатне преправке. Мештани су оваквим одговором били веома незадовољни и Министарству одговорили подужим писмом, у којем се између осталог наводи:
Не знамо је ли г. Министар имао у виду оскудност народа како у (х)рани тако и у новцу и да ове две општине састојаће се из 22 пореских глава дуго времена неће имати више деце за школу од 25 до 40 и да нисмо у стању подићи школу по плану који ваља одма и платити, а овој нам је кући рок плаћању за једну и по годину тако да народ између данака давајући осетити неће... Црква нам не служи никаквог празника, јер нема ко да помаже свештенику, онај ко је до сада помагао и знао нешто остарио је и обневидео је, а и нема му се откуд да плаћа. Школа љутовничка најближа затворена је због слабости, деца чекајући ову школу сва изостала су, дакле жалосно и јесте: ваљда је Таково само једном срећно било па више нигда.
Свештеник Милисав Шљивић такође је писао Министарству, молећи министра просвете да услиши жељу мештана ових села, а притом се жалећи на рад окружног начелника који се отворено противио изградњи школа у рудничком округу. На крају је министар просвете у писму од 26. јануара 1881. одобрио привремено отварање школе, наводећи да је рок за преправке куће август исте године. За учитеља савиначке школе постављен је Срећко Ђурић, учитељ из основне школе у Врчину. Радови на адаптацији зграде су каснили због спора свештеника Шљивића са члановима општинског суда, па је учитељ Ђурић у октобру 1881. године постављен за учитеља другог разреда школе у Горњем Милановцу.
Народ је на крају увидео да им попова кућа ипак неће бити трајно решење. Уз то, краљ Милан Обреновић је при посети Чачку фебруара 1882. наговестио да ће у Такову изградити школу као своју задужбину. Таковци су због тога одустали од акције за подизање савиначке школе, а остала три села нису имала довољан број пореских глава да је сама изграде. У марту 1883. године Министарство просвете објавило је одлуку да се у близини таковске цркве изгради школа. На Цвети исте године краљ Милан је посетио Таково и тада потврдио жељу да он подигне школу. По повратку у Београд, 14. маја упутио је писмо министру просвете Стојану Новаковићу да се школа изгради, а да ће краљ сносити све трошкове. Међутим, дошло је до несугласица о избору локације за изградњу школе, које су потрајале све до пада краља Милана са власти 1889. године, па се Министарство за изградњу школе поново морало обратити краљу Александру Обреновићу. Ову неслогу искористили су мештани Шарана, Дренове и Лочеваца и 19. јануара 1889. сазвали састанак где је одлучено да се школа на Савинцу заврши пре школе у Такову. Мајстор Петроније Савић из Брђана прихватио је да школу адаптира до 20. јула 1890. за 7.800 динара. Откуп куће и земљишта покојног Милисава Шљивића коштали су још 5.800 динара. Група мештана отишла је у Београд како би од Министарства просвете потврдила одобрење за отварање школе, издато још 1882. године. Министар је 1. фебруара 1889. од окружног начелства затражио извештај о ситуацији са школом на Савинцу. Овај извештај није задовољио министра, па дозвола није добијена.
Зграда школе била је готова у уговореном року, а извештај комисије за преглед и пријем радова послат је у Министарство. Извештај је изгледа променио мишљење министра, па је уследио акт од 12. октобра 1890. којим се одобрава отварање школе на Савинцу. Први часови у школи одржани су 1. новембра 1890. године, више од 20 година након првих покушаја да се отвори школа. Први учитељ био је Коста Спасојевић. У први разред те школске године уписало се 27 ђака из Шарана и Дренове, десетак ученика из Лочеваца и неколико из Семедражи. Наредне године отворена је школа у Такову, па је већина деце из Лочеваца прешла у њу. Те године у први разред уписано је 36, а у други 17 ђака. Поред њих, трећи разред похађао је један, а четврти два ученика. Родитељи су у то време желели да им деца науче читање и писање, што се учило у првом разреду, па је само половина деце наставила школовање у другом разреду. Такође је приметно да у прве две школске године није уписана ниједна девојчица, јер су родитељи у то време сматрали да женској деци није потребна школа да се снађу у кувању и осталим пословима око куће. Прва ученица савиначке школе била је Драгиња Матковић, уписана у друго разред, док је први завршила у школи у Горњем Милановцу. Већ у школској 1894/1895. у четири разреда било је 72 ђака. Сви они били су у једном одељењу, па је учитељ Миладин Стевановић затражио да се одобри отварање још једног одељења и ангажовање још једног учитеља. Други учитељ била је Милица Недић. Суд савиначке општине се овој одлуци успротивио, али је из Министарства просвете наложено да се суд не меша у одлуке надлежног Министарства „јер ће бити кажњен”.
Народ је био срећан што су деца могла да иду у школу, али су их повремено спречавале природне препреке. Ученици из Дренове и делова Шарана са десне обале реке нису могли да пређу Дреновицу и Дичину када набујају, а поједина деца су ишла и кроз шуму. О овоме је управитељ школе Радован Дивац 1903. године писао начелству среза. У школи је 1904. уведен пети, а 1905. је уведен и шести разред, који су укинути већ наредне 1906. године јер није било заинтересованих ученика да их похађају. Исте године основана је и школска књижница (библиотека). У школској 1911/1912. школу је похађало 85 дечака и 22 девојчице. Наредну годину обележио је Балкански рат, па је од 102 уписна ученика наставу похађало само 20. Учитељ Милан Иконић отишао је у рат, а часове је држала учитељица и његова жена, Живка Иконић. Од оснивања школе до 1912. године променило се 23 учитеља.
Аустроугарска војска је током окупације на школи направила штету која је 1918. процењена на 18.330 динара.
На упису после рата било је 218 ученика. Они који су у међувремену прерасли школу ишли су на течај описмењавања између децембра 1919. и марта 1920. године. Наставу је обављао Тиосав Јевтовић у три разреда. Године 1927, за учитеље је дошао брачни пар Контић — Јован и Десанка. Њих су мештани дубоко поштовали. Већ у септембру 1929. године завршена је доградња још једног стана за ученике. Овај учитељски пар успео је и да на аналфабетске течајеве окупи 131 полазника који нису били писмени, углавном жена. Због великог броја ученика 1931. године је отворено и треће одељење, а 1933/1934. уписан је највећи број ученика — 207.
Почетком априла 1941. године донета је одлука да школа обустави рад, а школске просторије припремљене су за смештај деце из Београда, која су ту боравила од 3. априла до 19. маја 1941. У ђачкој трпезарији све до 18. новембра 1941. била је партизанско–четничка болница премештена из Горњег Милановца због надирања немачких трупа од Крагујевца. Настава у школи настављена је почетком 1942. године. Немачка војска није правила проблеме у овом крају за време окупације, па је школа радила неометано. После ослобађања школа је добила назив ОШ „Браћа Петровићи”, по Милораду и Радовану из Дренове који су стрељани 1941. године. Од 1953. школа је постала осмогодишња због великог броја ђака. Дограђена је још једна зграда са учионицама и просторијама за радионице (општетехничко образовање). Испод школе ђаци су у једној њиви сејали разне пољопривредне културе и тако стицали практична знања. Ова зграда је била у употреби све до 2017 кад су ђаци прешли у реновирану школу.
Савиначка школа припојена је школи у Такову 1965. године. Осми разред премештен је 1971/72. године, а пети, шести и седми наредне 1972/73. године. Стално смањивање броја ученика условило је да остане да ради само један учитељ. У школској 1991/92. у школи је у три разреда било само 10 ђака. Стара школска зграда послужила је од априла 1992. за смештај избеглица рата у БиХ (60 одраслих и 25 деце). Неке породице трајно су се населиле у Шаранима, па је школа наставила да ради све до данас. У школској 2011/12 уписано је 17 ученика, од тада је број ученика у константном паду.

## Здравство
Савиначки крај обилује шумама, ливадама, воћњацима, изворима и воденим токовима, тако да постоје све предиспозиције да овдашње становништво води дуг и здрав живот. Међутим, добри услови у животној средини нису били гаранција дугог животног века, јер је раније мали број мештана доживео осму деценију. Према подацима матичне књиге, између 1881. и 1928. године 39 људи доживело је старост 70–80 година, 20 људи 81–90, док су само две особе доживеле више од 90 година. Народ до почетка 20. века није био упознат са правилима личне хигијене, нити са хигијеном исхране. Раније није било детерџената, сапуна, или других средстава за прање и чишћење, већ се нпр. веш прао цеђем – смесом која се добија када се пепео потопи у врелу воду. Када је на ред долазило прање постељине, или веће количине одеће и рубља, прање се обављало на најближем водотоку – потоку, извору, или се организовано из комшилука ишло на Дичину или Деспотовицу, а за прање су коришћени и локални извори и чесме.
Сапун је почео да се користи у домаћинствима тек када је почела да се продаје каустична сода, која се користи за прављење домаћег сапуна. Овај сапун кувао се од масних отпадака након посека (свињокоља); ту се додавала сода, а затим се та смеса сипала у корита где се хладила. Након што би се смеса стврднула, секла би се ножем на коцке („калупе”) и тако су укућани имали сапун, који се користио како за прање тако и за купање.
У прошлости се мали број мештана купао у Дичини или Дреновици. У реци су се једино купала деца, док су одрасли током лета, када је вода била најтоплија за купање, цео дан били заузети пољопривредним радовима. Најређе су се у реци купале жене, јер је то било супротно тадашњим обичајима. Оне су се купале кући. Мештани су имали и одређени страх према реци – кружиле су приче да поједини вирови „немају дна“, и да ту има нешто што „вуче у дубину“. Када би се неко утопио причало се да га је „нешто повукло и одвукло у дубину“, а не да није знао да плива, с обзиром да је Дичина релативно мала (плитка) река па су мештани већином били непливачи или лоши пливачи.
Пошто водовод није постојао све до друге половине 20. века, сељаци су воду доносили са извора у мешинама, а касније у баквицама или кофама. Баквица је био дрвени суд за ношење воде, али је био изузетно непогодан са хигијенске тачке гледишта – у њему су се лако развијале бактерије.
Велике болести и епидемије које су у средњем веку харале Европом нису заобишле ни овај крај. Постоји могућност да је средином 14. века куга усмртила већи део становништва тадашњег насеља Шарена варош. У том периоду је попуњено, а затим и трајно напуштено гробље које је данас познато под називом „Маџарско”. Куга се у рудничком крају поново јавила 1439. године. Власт се у српској средњовековној држави, а нарочито по завршетку Другог српског устанка, у границама тадашњих сазнања борила са заразним болестима. Влада је 1839. године наредила пелцовање деце од „крављих богиња”; спискове пелцованих водили су свештеници, који су такође објашњавали народу зашто је важна вакцинација.
Увид у здравље локалног становништва пружа и евиденција коју су водили школски лекари од краја 19. века. У првој години рада школе ђаци су морали на принудни распуст од две седмице због „средњих богиња“. Најчешће је долазило до епидемије „срдобоље“ (дизентерије, пролива), чији су узрок били лоша исхрана и мањак личне хигијене. Школа је због срдобоље затворена у новембру 1894, а затим из истог разлога поново 1896, 1906, 1909. и 1912. године. Школа је распуштана по налогу среског лекара, који је уз то препоручио: „Да се школа два пута окречи, да се под, врата и прозори добро врућим цеђем оперу. Исто тако и нужник.“ Узроци срдобоље такође су доводили и до шарлаха. Епидемије шарлаха биле су 1897, 1902, 1903. и 1909. године. Јављала се и дифтерија, која је 1898. године однела 20 живота, а 1930. је због ње школа била затворена цео месец. Школски надзорник је при годишњем испиту ученика 1912. године оставио белешку о здрављу ђака: „У овом крају ове године владало је много заразних болести – мале богиње, велики кашаљ, шарлах, срдобоља и друге. Више од половине ученика су дошли на испит, а лица су им била осута малим богињама.“
Код младих се најчешће јављала туберкулоза, то се код старијих најчешће јављала упала плућа. У време Првог светског рата у савиначком крају (Шарани и Дренова) од грипа – шпанске грознице, умрло је 35, а од епидемије тифуса 55 становника. У ову статистику не убрајају се војници који су умрли у Албанији, Бизерти и на грчким острвима. За период од 1881. до 1928. године доступни су подаци о узроцима смрти становника два савиначка села:
- упала плућа 179
- дечје болести 166
- туберкулоза 152
- грип 61
- тифус 55
- шарлах 52
- дифтерија 44
- срчани и мождани удар 38
- велике богиње 21
- велики кашаљ 77
- срдобоља (дизентерија) 62
- менингитис 19
- тетанус 4
- остале болести 84
- на порођају 10
- убиства, самоубиства и друго 15
- од старости 90

Становници су приликом здравствених проблема одлазили у Горњи Милановац на преглед, док се ређе ишло у Чачанску болницу. Мештани су ипак изразили жељу да се отвори амбуланта на Савинцу, у коју би једном или два пута седмично долазили доктор и медицинска сестра, па је месна заједница 1989. отпочела прикупљање новца за адаптацију зграде дома задругарске омладине. Отварање амбуланте свакако је било оправдано, јер је у то време у два савиначка села живело скоро 1.000 становника. Ова идеја није одмах спроведена, јер су почели ратови 1990-их, а дом је послужио за смештај избеглица из Хрватске и БиХ.
Касније је дом адаптиран и Здравствена амбуланта отворена је 25. јула 1993. године. Амбуланта је радила један или два дана у седмици више од десет година, али је почетком прве деценије 21. века затворена, јер је у савиначким селима било све мање становника. Тако мештани поново код лекара иду у болницу у Горњи Милановац.

## Пољопривреда

### Ратарство
За обраду земље у прошлости се користило дрвено рало и прље. Рало је земљу секло и превртало, док је раоник прље само копао, без превртања. Из тог разлога се више користило рало. За рад са ралом били су потребни волови који су га вукли, а уз њих су ишла три човека — један да иде испред волова, други да држи ручице рала (управљање лево–десно) и трећи да притиска гредељ (тиме је раоник залазио дубље у земљу). Пошто је било направљено од дрвета, рало се често кварило. Сељаци су на овај начин обрађивали своје њиве све до појаве полугвоздених и гвоздених плугова. Први гвоздени плуг у село је донео Петар Маркељић 1899. године. Демонстрација орања новом алатком обављена је на њивама у Росуљама, где су се скупили мештани Дренове и Шарана. Сељаци су били импресионирани начином на који гвоздени плуг са лакоћом продире до дубоко у тло. Недуго затим наручено је више ових алатки, а сељаци су њима почели да обрађују и поједине њиве на неприступачном терену, које су биле запуштене. Поред плугова, за обраду земље користиле су се и дрљаче. Оне су у прошлости биле са дрвеним зупцима, који су се често и лако ломили, а касније су замењени дуготрајнијим, гвозденим. Обе ове алатке до после Првог светског рата углавном су вукли волови, јер је већина коња била мобилизована заједно са становништвом. Након опоравка од Великог рата, коњи су преузели примат и велики број домаћинстава имао је по макар једну ову животињу. Власници су о њима добро бринули јер су им коњи били главно средство транспорта и без њих је обављање послова у пољу било неупоредиво теже.
Када је у употребу ушао гвоздени плуг почело се и са употребом стајских ђубрива, како би се повећали приноси. Уколико је њива била далеко од куће, домаћин је до ње морао да транспортује плугове, дрљачу и остале алатке. Те удаљене њиве нису обрађиване целе, већ се у једном крају остављало парче земље (обично близу неког дрвета због хлада) где су радници могли да поседе и одморе или поједу оброк који им је у већини случајева домаћинова жена доносила пешке.
Након Другог светског рата у селу су се појавили и први трактори. Њима је обрада земље постала још лакша, а уз њих су се појавиле и нове прикључне машине попут гвоздених дрљача, тањирача, ваљака, фреза, сејалица.

#### Житарице
Земљорадници из ових крајева гајили су, а и данас гаје, разне врсте житарица. Трудили су се да принос буде што већи како би имали за своје потребе, али и за измиривање обавеза према локалном властелину, а касније према сеоском спахији. За време српске средњовековне државе и турске владавине у овим крајевима углавном су се сејали пшеница, раж, јечам, зоб и просо, а кукуруз је почео да се сеје тек у другој половини 18. века. Њиве су углавном биле у равници поред Дичине и Дреновице и на оближњим падинама.
Према првим турским пописима, у Шаранима је 1516. године узгајено 6.900 kg пшенице, 4.900 kg јечма, 3.000 kg зоби и 5.630 kg ражи и проса. Ове количине су поприлично велике узимајући у обзир технологију доступну тадашњем становништву. Турци су земљораднике оптерећивали великим дажбинама, а уз то, долазило је и до честих пљачки, па се народ све више повлачио од реке ка околним брдима, а њиве су полако заменили пашњаци и забрани погодни за сточарство. О паду узгоја житарица сведочи и попис из 1560. године, где се види да је произведена количина житарица више него дупло мања.
Кнез Милош је након Другог српског устанка наредио да свака кућа мора посејати одређену количину кукуруза. Ко се томе противио био је кажњаван батинама. Ова сељацима до тада непозната биљка није најбоље примљена, јер су птице наносиле велику штету на њивама. Зато је кнез наредио да се птице масовно лове, а њихове главе да се предају среском начелству. Између октобра 1835. и октобра 1836. године Шаранци су убили 211 птица — 80 врана, 25 сврака, 35 креја, 30 чавки и једног јастреба. И наредних година настављена је ова акција, па се број птица штеточина доста смањио, а узгој житарица повећао. У Шаранима је 1834. године убрано 620 врећа кукуруза, 1.150 ока пшенице, 600 ока јечма и 1.100 ока зоби.
Жетва се у прошлости обављала српом или косом, а касније жетелицом, док се данас користи искључиво комбајн. Посебно је интересантно како је рађен вршај пожњевеног жита; тај процес описао је Кале Миловановић у својој књизи:
Вршај се прво обављао помоћу дугих мотки, а потом помоћу говеда или коња на гумну. Гумна су прављена тамо где су њиве, да се пожњевено жито не би просипало у превозу, јер, га, иначе, није било у изобиљу. Прво би се на равној површини земље окресала и очистила трава, затим утабала земља, а на средини побо колац за који је качен конопац којим је био везан коњ или говече. Коњ је ишао у круг и газио класје копитама, а из класова је испадало зрневље жита. По обављеној вршидби вилама се уклањала слама, а овршено жито вејало се на ветру. Ветар је односио плеву, а на гумну је остајало само зрно жита и остале чврсте материје. Касније су употребљаване ветрењаче на ручни погон за вејање жита и тријери за чишћење од ситног камена, земље, кукоља и других нечистоћа у житу.
Од Првог светског рата у употребу су ушле вршалице и у употреби остале све до краја 20. века, када их је већина продата у старо гвожђе. Њихов посао данас се обавља унутар комбајна.
Поред житарица гаје се и друге биљке. У врсте кукуруза сеју се пасуљ и дулеци. Већина кућа имала је мале баште уз реку, где се узгајало разно поврће. Данас је таквих башти врло мало. Од индустријског биља узгајала се конопља до 1960. године, од када је њена употреба за израду платна значајно опала. Баште и њиве се скоро уопште нису наводњавале. Сељаци су једино у најтоплијим месецима кофама износили воду из реке и заливали поврће у баштама. После Другог светског рата појавиле су се пумпе за воду које су тај посао олакшале, али се оне ретко користе за натапање њива, већ само мањих башта. Поврће се из ових башта већином производи за сопствене потребе, а ређе за продају.

#### Воденице
Када се у овим крајевима почело са узгојем житарица, појавиле су се и прве воденице. Воденице су грађене на Дичини и Дреновици, на местима која су била погодна за постављање бране (уставе). Од те бране вода се спроводила мањим каналом — јазом, до зграде у којој се налазило воденичко витло и камен. Приступни пут до воденице у почетку је био само мања утабана стаза; количина жита није била велика па су га сељаци већином до воденице носили пешке у торбама и џаковима, а касније су користили и коње. Зграда воденице градила се од дрвета или се зидала каменом (или циглом); прве воденице биле су скромних габарита, дрвене, са једним мањим витлом и каменом. Временом се производња жита повећавала, па су, да би одржале корак, и воденице постајале све веће. Типична воденица имала је дрвени део у којем су се налазила два витла и камена, вага и одређени број џакова са житом или самљевеним брашном; уз овај дрвени сегмент обично се дограђивала једна просторија у којој је воденичар могао да одмори на кревету.
Према турском попису с почетка 16. века у Шаранима није постојала ниједна воденица, али јесте у суседној Дренови, па су Шаранци у то време своје жито вероватно носили до суседног села да се самеље. Према попису из 1560. у Шаранима је постојала једна воденица која је радила целе године.
Аустријанци су током окупације 1718. године израдили карту овог краја на којој је у Шаранима уцртана једна воденица. Ту воденицу народ је називао „Тулчова воденица”, а налазила се на десној обали Дичине, на уласку у Шаране из суседног Такова. Касније је на истој локацији, само на левој обали реке, изградио воденицу и кућу Спасоје Лазовић. Ова воденица радила је до пред крај 20. века, а срушена је заједно са кућом при изградњи коридора 11.
По завршетку Другог српског устанка спроведен је попис имовине из којег се види да је у то време у Шаранима на Дреновици воденицу имао Мијаило Марјановић. Иста воденица касније је прешла у власништво Теодора Миловановића. Са радом је престала када се срушила ћуприја на Дичини која је била једини пут до воденице. На реци Дичини су око 1833. године воденице поседовали манастир Савинац и Сретен Матковић (у Јазишту). Поједине воденице имале су више власника, односно биле су ортачке. Воденица се у деоби наследства није могла поделити, већ су сви наследници њоме управљали одређени период током године. Неретко се више домаћина удруживало и заједничким средствима правило воденице.
После Другог светског рата изграђено је још воденица. На Дичини су воденице поседовали Спасоје Лазовић, Момчило Станкић, браћа Милетић, Момчило Матковић, Љубо Миловановић и Димитрије Милошевић (чувена Богетина воденица, у коју су жито доносили мештани из свих околних села, па и шире). На Дреновици су биле воденице Марића и Дамњановића, Каравезића, Урошевића, Пантелића и Ковачевића, а на Јоковића потоку била је мала воденица фамилије Јоковић.
Сељаци су доносили жито на мељаву и од воденичара добијали рабош (папир сличан признаници) на основу којег су касније могли да подигну брашно. За време летњих врућина, при ниском водостају, током дана се акумулирала вода на устави, а ноћу се испуштала и млело се жито. Јаз је током јачих мразева умео и да заледи па воденице тада нису радиле.

### Сточарство
Нема поузданих података о томе чиме су се тачно бавили становници ових крајева пре доласка Турака. По њиховом доласку, и након неколико сеоба ка северу и враћања, сељаци су се све мање бавили земљорадњом, а окретали се сточарству. Тако се одређени део ораница временом претворио у шуме, добар део у пашњаке, а њива је било најмање, уз реку. На тим пашњацима народ је почео интензивније да се бави сточарством.
На испаши по околним брдима био је велики број оваца, говеда и коња. Свиње су се највише гајиле по забранима и густим храстовим шумама, које су овде некада прекривале највећи део околних брда. Козе су често ишле заједно са овцама, и брстиле су врзине по ивицама пашњака или по околним шумарцима. Предео Шарана и Дренове имао је скоро идеалне услове за сточарство. Пашњаци нису били превише стрми, а трава је била квалитетна. Рано ујутру стоку су на испашу изводили чобани, најчешће деца или старији чланови домаћинства који нису могли да обављају теже послове. Док је стока пасла, чобани су се међусобно играли разних игара, попут „пиљака”, певали изворне песме и играли кола уз инструменте које су сами правили од дрвета које су пронашли успут. Већина тих „музичара” била је самоука, а најчешће су правили фруле и двојнице. На пашњацима се стока мешала и тако су се формирала велика стада од по неколико стотина јединки, а затим би предвече чобани то велико стадо заједно потерали кући. Успут би се стока мало по мало одвајала како су пролазили путем поред својих кућа. Поједини чобани преваљивали су и по неколико километара (већина их је била босонога) да би стигли до пашњака са добром травом.
Поједине породице имале су ограђене просторе далеко од својих кућа, у које је терана стока на испашу (називали су се обори или трле), а налазили су се у Ридовима, Рожњу, Совљаку и поред река. Неко од чланова породице би ту проводио цело лето или јесен, заједно са већим делом или свом стоком у власништву породице. Ту се скупљало млеко и понекад правиле млечне прерађевине, а понекад се скупљено млеко носило назад до кућа где се правио сир или кајмак. Данас тих обора нема, а поједини су постали стално боравиште (домаћинства) одељених чланова породице.
Да би се зими прехранила крупна стока, сељаци су косили траву и остављали је да се осуши, а затим су ливаде пластили и траву скупљали на пластове које су касније дотеравали до својих кућа и денули сена. Овцама и козама скупљале су се лиснате гране и тако се спремала лисница која им се давала током зиме.
Сточарство се у овом крају, као и у осталим руралним пределима Србије, доста променило. Ретко се гаје старе расе и врсте стоке, а променила се и исхрана. Стока се све до друге половине 20. века изводила на испашу, што је био главни начин исхране, међутим, крајем 1980-их почело се са силирањем кукурузне шаше у комбинацији са травом или детелином. Силажа се обично складишти у великим ограђеним просторима близу штале, како би била лакше доступна. Поједини домаћини постали су кооперанти Ветеринарске станице из Горњег Милановца или земљорадничке задруге. Тим путем добијали су телад коју су товили до одређене килаже а затим је предавали назад. За изградњу штала и других објеката за узгој стоке, као и за набавку механизације и проширење сточног фонда домаћини су подизали кредите које је у оквиру „зеленог плана” обезбеђивала млекара из Горњег Милановца. Кредите су враћали кроз предају произведеног млека назад млекари. Поједини сточари су пре рата 1990-их боравили у посети колегама из Словењ Градеца у Словенији, како би са њима разменили искуства и употребу нових технологија у производњи млека. Након тога, словеначки сточари су им узвратили посету.
Током 20. века сточарство је играло веома значајну улогу у укупној привреди и начину живота сеоског становништва. Због тога је праћење стања у сточарству и сточног фонда било редовно и у одређеним интервалима су вршени пописи. У табели испод су резултати неких од тих пописа (подаци су за Шаране и Дренову):
| Година | Село              | Коњи | Говеда | Свиње | Овце  | Козе | Живина |
| ------ | ----------------- | ---- | ------ | ----- | ----- | ---- | ------ |
| 1859.  | Дренова           | 42   | 345    | 670   | 1.129 | 102  | —      |
| 1859.  | Шарани            | 28   | 205    | 445   | 843   | 148  | —      |
| 1890.  | Дренова           | 19   | 201    | 117   | 874   | 19   | —      |
| 1890.  | Шарани            | 16   | 218    | 170   | 956   | 86   | —      |
| 1895.  | Дренова           | 18   | 244    | 202   | 1.074 | 24   | —      |
| 1895.  | Шарани            | 13   | 277    | 189   | 918   | 77   | —      |
| 1910.  | Савиначка општина | 24   | 536    | 545   | 2.589 | 72   | 2.567  |
| 1921.  | Савиначка општина | 4    | 764    | 336   | 1.377 | 41   | —      |
| 1991.  | Дренова           | 7    | 286    | 349   | 683   | 73   | 1.808  |
| 1991.  | Шарани            | 19   | 199    | 205   | 580   | 34   | 1.419  |
| 2016.  | Шарани            | 6    | ~30    | —     | —     | —    | —      |

У наведеним подацима види се пад сточног фонда у попису из 1921. године, чији је узрок Први светски рат за који су поред становништва били мобилисани коњи и волови (и запрежна кола) за вучу опреме, муниције, топова и осталог тешког наоружања. Српска војска се повукла преко Албаније, па је велики део стоке и наоружања пао у непријатељске руке или је уништен. Многи коњи су остали завејани у леденим беспућима албанских планина.
Пошто је дошло до опадања сточног фонда током ослободилачких ратова крајем 19. и почетком 20. века, сеоско становништво почело је интензивније да се бави земљорадњом. На број грла у сточном фонду сељака утицао је обавезан откуп који су власти увеле након Другог светског рата, али и све мањи број радно способног становништва које је махом почело да се сели из села у град. Поред тога, повремено је долазило до великих епидемија које су додатно наносиле штету сточарима – свињска куга, метиљ код оваца, шап и слинавка код говеда, а истиче се „голубачка мушица”, која се јављала у пролеће и лети. Како би своју стоку покушали димом да заштите од ове напасти сељаци су палили крпе и сламу. Један од становника Шарана, Петар Маркељић, је о епидемији голубачке мушице у овом крају из 1933. записао:
Око Ђурђевдана дошла нам је 'Голубачка мушица' која је нанела грдне штете у стоци, као и осталом, јер су људи бранећи стоку, непажњом попалили многе штале и кошаре, као и стоку у њима, а на многим местима страдале су и остале зграде...
Након тога, овај крај је 1937. године погодила и свињска куга, која је усмртила скоро све свиње у селу.
У циљу заштите сточног фонда, становници Шарана и Дренове су заједничким средствима саградили зграду ветеринарске амбуланте између два села, на локацији Маџарско гробље, која је од 1980. радила као испостава милановачке ветеринарске станице. На зграду је при изградњи постављена плоча са натписом:
„ОВА ЗГРАДА ПОДИГНУТА ЈЕ УДРУЖЕНИМ СРЕДСТВИМА ВЕТЕРИНАРСКЕ СТАНИЦЕ И МЕСНЕ ЗАЈЕДНИЦЕ НА ПОКЛОЊЕНОМ ЗЕМЉИШТУ БРАЋЕ ЧУРЛИЋА ДА СЛУЖИ СТОЧАРИМА ОВОГА КРАЈА, 1980. Г.”
Ова зграда одражавала је спремност локалног становништва да се удруже и раде у добробит свих сељака. Ветеринарска амбуланта затворена је почетком 21. века због све мањег броја домаћинстава која се баве сточарством. За сада непознате особе обиле су амбуланту и уништиле ентеријер.
Свиње
Гајење свиња била је основна грана сточарства овог поднебља у дужем временском периоду. Домаћини су се гајењем свиња највише бавили крајем 18. и у 19. веку. У том периоду свиње узгојене на територији Београдског пашалука извозиле су се у околне земље, пре свега Аустроугарску, и од тога је слободна српска држава имала велике приходе.
Услови за узгој свиња су у Шумадији били одлични, јер је већи део централне Србије прекривала густа храстова шума. Домаћини би свиње у јесен пуштали да шетају по шуми и хране се богатим родом жира све до пролећа. Утовљене свиње су се затим највише транспортовале на пијаце у Аустроугарску. Између два светска рата сељаци су престали да на овај начин тове свиње; добар део храстових шума је искрчен и претворен у пашњаке и ливаде, па се и број свиња значајно смањио.
У данашње време свиње се гаје у свињцима, повремено се пуштају у обор, а ређе у воћњак. Током 20. века свиње су добар део времена проводиле у воћњаку где рију земљу у потрази за храном и могу слободно да се крећу. То је било добро за воћњак јер су свиње спречавале да порасте коров, а уједно су га ђубриле. У једном делу воћњака домаћини би ископали мању рупу, величине просечне каде, у коју би сипали воду и ту су свиње долазиле да се блате. Тако су се расхлађивале на летњим врућинама, али се и штитиле од разних инсеката и паразита. Овакав начин узгоја свиња данас је редак. Већином се држе у свињцу и хране кукурузом и дулецима са њива, а спремају им се и сплачине. Мањи број домаћина тови прасад за продају, а скоро сви тове једну или две свиње за посек. Крајем године, у време свињокоља, оне достигну и преко 300 килограма и тада се прерађују у чварке, маст, пршуту, сланину, кавурму, а поједини праве и кобасице. Током 2010-их било је неколико случајева крађе осушеног меса и месних прерађевина, што ни најстарији становници села не памте да се десило.
Овце и козе
Међу домаћом стоком у шаранским домаћинствима најбројније су овце и у мањој мери козе. Сваку овцу турске власти су опорезивале са по две аспре. Порез је плаћан и у време кнеза Милоша. Из пореских спискова може се видети колико је које домаћинство имало животиња. Први подаци показују да је 1823. у Шаранима било 606 оваца и коза: Ђорђе Баралић 62, Симо Баралић 65, Милутин Баралић 61, Милета Јелић 50, Сиемун Ковач 52, Радосав Јелић 15, Миаило Јочић 17, Милош Мимовић 27, Гаврило Јочић 38, Гаврило Марјановић 20, Матије Станкић 40, Тома Станкић 35, Илија Матковић 4, Милоје Мимовић 50, Стеван Мимовић 27, Паун Костић 22, Милован Живановић 33, Сретен Матковић 30, Јован Маркељић 33, Никола Марјановић 44 и Миаило Марјановић 8 оваца. Пошто се по овци плаћало два гроша пореза, врло је вероватно да домаћини нису давали у потпуности тачно стање сточног фонда. Према наредном попису из 1834. године у Шаранима је било 32 домаћинства са 902 овце и козе. Најскорији подаци су из 1991. по којима 131 домаћинство има 580 оваца и 34 козе.
Узгој коза је након Другог светског рата био забрањен. Већина домаћинстава имала је мали број коза, за производњу млека и сира, али су поједина домаћинства ближе Рожњу и Совљаку имала већа стада која су им била основни извор прихода и ова забрана их је теже погодила. Козе су забрањене са образложењем да уништавају шуме, мада су у овим крајевима већином брстиле жбуње по ивицама пашњака, њива и путева.
Током 20. века од оваца се добијала и значајна количина вуне, која се користила за израду ћилима, серџада, губера, ћилимара, као и за израду одеће и плетење вунених чарапа, џемпера, прслука и друго. Производило се и доста козијег и овчијег лоја. Лој је служио за јело, за израду домаћег сапуна и за осветљење.
Коњи
Гајење коња има дугу традицију у овом крају. Коња по броју није било много, али су били врло важни за домаћинства па су их домаћини посебно чували и пазили. Сељацима су служили за транспорт дрва, жита до воденице, сена и сламе, лесника, као и за одлазак до продавнице или до града на пијац. Коњи су многима спасили живот, јер су били једини начин да се брже стигне до болнице у граду. Када се спремао за јахање, коњу би се стављао покровац, а на њега самар, да би и животињи и човеку било што удобније. Седла су се појавила много касније. Коњу су почели да се упрежу у кола са појавом првих амова. Кола су у почетку била проста, са дрвеним точковима, а касније су модернизована у шпедитере. Имућнији домаћини поседовали су чезе, каруце и фијакере, који су били најлуксузнији вид превоза тог времена.
Коњи су пре појаве парних машина и мотора са унутрашњим сагоревањем значили имање. Домаћини су се својски трудили да коњска опрема буде што раскошнија и квалитетнија, а саме животиње су редовно тимарене и одржаване. Поједини становници су их волели као равноправног члана породице. Коњи су се користили за вршај на гумнима од средњег века па све до после Првог светског рата. Имали су значајну улогу у ратним походима српског народа кроз векове. Кнез Милош је 1836. наредио да се пашњаци ограђују за испашу коња. На шаранске ливаде довођени су и коњи из околних села на испашу. Касније, током Балканских и Првог светског рата, коњи су са становништвом прошли све недаће, а поједини су са власницима преживели и Албанску голготу.
Говеда
Говеда су гајена у скоро сваком домаћинству, ради млека и млечних прерађевина за сопствене потребе. Раније је најзаступљенија била брдска буша која је замењена колубарским говедима, а у новије време сименталском и мутафонском расом. Од крављег млека највише се производио сир, кајмак, качкаваљ и кисело млеко. Сиромашније породице нису деци давале да млеко пију како би се добило што више сира и кајмака. Деца су се ипак сналазила и уз помоћ сламки од жита су кроз прорезе на млекару кришом пила млеко; према речима старијих мештана „то је било нешто најслађе”.
Бикови су до почетка 20. века били главна погонска и вучна снага. Њима су се обрађивале њиве, а служили су и за превоз терета колима. Сиромашне породице нису могле да држе волове, па су за ове послове користиле краве. 
Краве су се раније већином, заједно са осталом стоком, водиле на испашу широм села. Чобани су најчешће била деца или старији чланови породице. У данашње време краве већину времена проводе у штали, а током године се изводе на испашу у ливаде опасане чобаницама. Највише крава, а самим тим и највише произведеног млека, било је крајем 1980-их година. Од тада се сточни фонд вишеструко смањио, а данас се само неколико домаћинстава активно бави производњом млека.

### Воћарство
Воће се у овим крајевима гајило од давнина, а значајнију улогу у привреди села почело је да заузима у другој половини 19. века када се почело са извозом сувих шљива, ракије и пекмеза. Сорте маџарка и ранка су се овде гајиле од давнина; од њих се добија најквалитетнија ракија. Због позамашне производње турске власти су, поред бројних намета, увели и „порез на бурад”. Шарани су 1525. године платили 35 акчи на име овог пореза. Након Другог српског устанка у селу су изграђене бројне сушаре за сушење шљиве. Пред тога, многа домаћинства набавила су и казан за печење ракије — лампек. У Шаранима је 1833. било 30 домаћинстава, од којих је шест имало лампек.
Поред ранке и маџарке, гаје се и џенарика, дреновка, округлица, белошљива, стенлеј, а у новије време чачанска родна и друге. Скоро свака кућа је до пред крај 20. века имала свој засад шљива, мањи или већи (било је засада површине од преко једног хектара), за печење ракије, али су већ почетком 21. века многи воћњаци зарасли јер нема ко да их обрађује.
Јабуке су имале, а и данас их има у скоро сваком дворишту. У њиховом хладу лети се одмарало и причало након радова на пољу. Већином су гајене старе сорте јабука: кожара, будимка, восковача, зеленика, колачара, шећерлија, вајлика, тврдаја, шеварлија, кисељаја и друге. Многе од тих сорти данас не постоје. Замениле су их нове са крупнијим плодом. Поред јабука, у двориштима и око куће су често сађене и крушке. Очувале су се старе сорте крушака, попут караманке, лончаре, лојоваче, лубеничарке, водењаје, илињаче и других. Данас су их већином замениле нове хибридне сорте, а старих је остало врло мало. У селу има неколико изузетно старих стабала крушке, старих и преко 100 година.
Седморица домаћина се 1934. удружило и засадили су 11 хектара јабука и крушака. Са овог засада убирани су плодови све до 1960. године када се почело са крчењем воћњака.
Поред ових воћки, у селу има и кајсија, брескви, трешања, вишања, ораса, дуња, мушмула, дудова и друго. Има доста дивљих купина по шумарцима, а од јагодичастог воћа има засада малине, јагоде, рибизли и купине, мада су ти засади већином за кућне потребе, а ређе за продају.

### Виноградарство
Виноградарством се народ у овим крајевима бавио у средњем веку. Десетина шире давала се феудалном господару, а Турцима се касније давала десетина процењене вредности у готовом новцу. У Шаранима су засади винограда били на Гариштима, Доловима и на Шеринцу. Цела јужна падина Трештеника била је један велики виноград, који је за време турске владавине присвојио спахија Мехмед Капрић – Карафезија.
Шарани су 1516. године за 8 медери шире платили 64 акче. Суседна Горња и Доња Дренова имале су још веће засаде, па су плаћале и више пореза. Овај намет појединима је био велики, па су засаде смањили, до се у Шаранима број засада повећао, па се око 1560. платило 240 акчи пореза за 16 медри шире. Аустријанцима се плаћала десетина од произведеног вина. Са великом сеобом Срба овај крај напустили су многи виноградари и одселили се у Срем и Банат, а доселили су се сточари из Босне, Херцеговине и Црне Горе. Они нису много знали о гајењу винове лозе, али су се староседеоци постарали да она опстане и да се са њеним гајењем у мањој мери настави и након ослобођења од Турака.
У Шаранима су 1835. године своје винограде имали Ђорђе, Симеун и Милутин Баралић, Ђорђе и Никола Јелић, Ристо Марјановић, Стеван и Милоје Мимовић, Дамљан Боришић, Јован Јочић, Сретен Матковић, Ђорђе и Мијаило Маркељић и Василије Живановић. Према попису из 1991. године у Шаранима и Дренови нема ниједног винограда. У неким двориштима имају вињаге, које стварају хлад и доносе мању количину грожђа, углавном за слатко. Такође, оне подсећају да овде грожђе рађа, да је поднебље за то погодно и да су некада ту били велики засади винове лозе.
За грушење грожђа и прављење вина користиле су се дрвене пресе – грушачи, а вино се складиштило у дрвеним вучијама издуженог облика.

## Саобраћај

### Саобраћајна инфраструктура

#### Путање и путеви
Народ који се доселио у Дренову и Шаране већином је дошао из брдских предела Херцеговине, Црне Горе, Босне и Санџака, где се стока изводила на испашу на простране пашњаке. Због тога су досељеници градили своје куће далеко једну од друге, како би се што веће површине искрчиле и претвориле у пашњаке. Само су мање површине уз реку Дичину користили за ратарство. Таквим условима прилагодио се и месни саобраћај.
Док је број становника био мањи, било је мање и кућа – брвнара и кровињара – од којих су стазе водиле ка њивама, пашњацима, забрану (шуми), ка појилима на реци и изворима, до воденица и ваљалице. Мештани нису обраћали посебну пажњу на распоред ових стаза, јер су се углавном кретали за стоком, у линији, па им и није била потребна шира саобраћајница, док су веће терете преносили на коњима. Преко реке Дичине народ је прелазио на плићацима – „бродовима“ , или преко дрвених бавана и мостина. „Бродови“ су често добили називе по фамилији на чијој се земљи налазе.
Атаром села Шарани је још од давнина пролазио пут, долином Дичине, са којом се на неколико места укрштао, и на тим местима (најчешће су то били плићаци са каменитом подлогом) путници су прелазили реку. Од овог пута се у месту Росуље одвајао крак који је затим преко Дренове водио ка Галичу, док је на Савинцу један крак одвајао и водио кроз Шаране, преко Пода у Семедраж, где се повезивао са путем Рудник–Чачак. Током турске окупације народ није користио ове путне правце, и они су поприлично зарасли, како би се Турци одвратили од скретања са главне трасе која је водила уз саму реку Дичину. Део ове трасе данас се користи за кретање камиона и других машина при изградњи коридора 11.
Због лошег стања путева, народ се често кретао путањама – пречицама. Пролазници су путање користили да заобиђу блатњаве деонице пута, а саме путање често су ишле преко необрађеног земљишта, кроз шумарке или преко ивица њива, без обзира да ли је било у питању приватно или државно земљиште. Цело село било је испресецано оваквим путањама, тако да су практично сви засеоци били међусобно повезани. Иако су ове пречице углавном користили мештани села Шарана и Дренове, имало је и путања које су имале регионални карактер. Једна таква путања ишла је из села Срезојеваца низ Дренову, преко Ливадица, Шеварица, Савинца, Торина, Бара и Тоцилина до старе чаршије у Брусници (док је она била окружни центар), а по оснивању града на Деспотовици и до Горњег Милановца. Овом путањом људи су се углавном кретали пешке или на коњу, док су се празничним данима овуда терала говеда, овце и свиње на пијацу. Мештанима је позната прича о Владимиру и Танасију Баралић, који су ову путању користили при терању свиња на пијацу у Горњи Милановац. Када би се пијаца затворила, они би свиње које нису успели да продају истерали на Бранково брдо, одакле би се оне саме, преко села Бруснице, Такова и Шарана, истом путањом којом су дошле, вратиле у Доње Баралиће, а Владимир и Танасије су остајали у Милановцу да посвршавају друге послове.
Још једна регионална путања ишла је из Милићеваца преко брда Ковиљаче, низ Јоковића поток до Савинца, одакле се пела на Јечмину и низ Пауновац силазила у Семедраж. Од Семедражи је затим водила до долине реке Деспотовице, код места некадашњег мотела „Национал“. Овом путањом су ђаци из Семедража ишли до основне школе на Савинцу. Када се отворила железничка пруга, која је од Чачка до Милановца ишла долином Деспотовице (кроз Брђанску клисуру), мештани Шарана и Дренове су овом путањом одлазили до железничке станице „Семедраж“, где су чекали возове и одлазили својим путем.
Коришћење путања и прелаза преко туђег имања или земље, кроз воћњаке, баште, па чак и дворишта, заснивало се само на доброј вољи власника земљишта. Мештани села добро су знали ко је какав човек у селу, и како ће реаговати ако се пешке или са стоком прелази преко његовог имања. Власници су се често трудили да пролазницима олакшају прелаз преко међа и плотова (ограда), јер су и сами користили те пречице, па су израђивали „прелазе“ или дрвене капије. „Прелаз“ је погоднији од капије јер не мора да се отвара и затвара, и тако се не може десити да пролазник заборави да за собом затвори капију кроз коју стока може побећи. Пошто су сви користили ове путање кроз цело село, ретко је долазило до међусобних сукоба.

#### Мостови и ћуприје
Прва ћуприја преко реке Дичине у Шаранима изграђена је око 1825. године у близини ушћа Бабиног потока у Дичину. Ова ћуприја углавном се користила за прелаз волујских кола и пешака – помељара који су ишли у воденицу Риста и Мијајила Маријановића која се налазила на речици Дреновици под Трештеником, и у воденицу Сретена Матковића која се налазила на Дичини у Јазишту. С обзиром да је ова ћуприја пружала једини сигуран прелаз преко Дичине, и можда једино место на којем се она могла прећи када набуја, мештани су је често користили и у друге сврхе – за одвођење стоке на испашу, као и за одлазак до њива и башта на десној обали реке. Ћуприја је коришћена све до краја 19. века. Власници воденица, које су тек крајем 19. века изграђене на другим местима узводно на Дичини, имали су интерес да се ова ћуприја поруши, како би се уклонила конкуренција. Коначно, рушењем ове ћуприје престала је да ради воденица, која је тада била власништво Теодора Миловановића.

Савремени мост на Дичини направљен је 1933. године на Савинцу, поред саме цркве Св. Саве, на путу који одваја десно ка Дренови и Милићевцима. Изградњу моста иницирао је и спровео Добрица Матковић, бан дунавске бановине и можда најпознатији Шаранац, о чему сведочи и плоча са натписом „МОСТ БАНА МАТКОВИЋА“. Главни мајстор при изградњи овог моста био је Миле Танасковић из Семедража. Конструкција моста била је од дрвета, са једним каменим стубом на средини корита реке, док је лева и десна обала такође била озидана каменом како не би дошло до ерозије обале током бујице. Дрвена конструкција служила је све до друге половине 20. века када је срушена, и замењена челичном конструкцијом која је прекривена асфалтом. Том приликом је постављена и нова челична ограда. Занимљиво је да се овај мост појављује у дечијем филму Мирко и Славко, када на њему експлодира камион и слеће у реку Дичину. За снимање ове сцене око моста се окупио велики број локалних мештана са децом. О умећу и знању неимара који су радили на изградњи моста најбоље сведочи чињеница да озидани део и дан данас стоји, а да на њему ниједном нису вршене никакве поправке. Река Дичина је позната као бујични водоток, површина слива је велика, а корито релативно мало, тако да мештани памте велике бујичне поплаве. Место на којем је мост изграђен је посебно опасно у тим ситуацијама јер се тридесетак метара узводно на реци налази мало водопад (бук) висине око 1 метар, што не звучи као много, али се током бујице велика количина воде стропошта преко њега и тако се стварају вртлози који додатно угрожавају мост. 
При уобичајеним условима мост је око 4 метра изнад површине воде, али је у пар наврата (скорије 1991. и 2014. године) Дичина толико набујала да је вода ишла преко моста. (Јутуб снимак из 2014.) У таквим приликама до изражаја долази облик централног стуба у кориту реке, чије су стране направљене тако да разбију ударну силу бујице.
Узводно од овог моста, на Дичини су направљена још два – један код Лазовића воденице и један око 300 m узводно од њега, поред пута за Таково. Конструкција овог другог моста је такође била од дрвета, и била је слична оригиналној конструкцији моста на Савинцу. Он је порушен када се почело са радовима на коридору 11, док је мост код Лазовића воденице (која је такође порушена) претрпео значајна оштећења током поплава у мају 2014. – сама конструкција је остала читава јер је мост био недавно реновиран, али је река однела приступни пут на обалама. На Дичини постоји и неколико прелаза, тзв. „бавана“, преко којих сељаци прелазе са једне на другу обалу реке. У месту Јазиште постоји и челични мостић, сличан баванима, који је такође оштећен у неколико наврата приликом поплава. На Дреновици је изграђена ћуприја испод Урошевића воденице, која је модернизована при асфалтирању пута од Савинца до Дренове.

#### Модернизација путева
Мало по мало, у саобраћај су у Шаранима и Дренови уведена савремена саобраћајна средства, али се није обраћала пажња на путну мрежу, која је била непромењена још од почетка 20. века. У сеоски саобраћај мештани су прво увели чезе, затим каруце и фијакере. Након Другог светског рата сељаци су за превоз људи и терета почели масовније да користе ова превозна средства, која су имала два (чезе) или четири (каруци, фијакери, шпедитери) најчешће дрвена точка, и најчешће их је вукао пар волова или коња (мада се могла користити и само једна животиња код мањих терета). Овакви точкови били су релативно уски, само неколико центиметара, тако да се сав терет ослањао на врло малу површину и стварао огроман притисак на тло. Пошто су локални путеви у селима углавном били земљани, са по којим каменом, након кише они би се претварали у блато, тако да су точкови лако потањали и правили дубоке колотраге на путу. Народ је ове потешкоће превазилазио тако што би сваки наредни пролазник ишао поред трагова претходника, и тако све док се пут не исуши, што је могло да потраје пошто су се уз пут са обе стране већином пружале врзине које су биле природна ограда пашњака на којима је стока пасла. Ипак, често се дешавало да се пут исуши, а да дубоки колотрази остану, па су пролазници морали да пазе куда иду – пешак је могао озбиљно да повреди ногу ако би у њих згазио, а на вучним возилима је могао да се оштети точак. Зими су сељаци за превоз користили велике санке (саонице) које су најчешће вукли коњи, али само ако је довољно хладно да се пут заледи, јер би у супротном опет био каљуга. У нешто бољем стању био је макадамски пут Савинац–Таково и пут који је водио од Савинца до ћуприје на Дреновици.
Како су расле потребе становника, и с појавом првих аутомобила 60их година 20. века, почели су разговори о модернизацији путне мреже и они су вођени на нивоу општине и месне заједнице. Примарни задатак био је асфалтирање пута Савинац–Таково, што је и учињено 1974. године. Асфалтирањем ове трасе испуњени су услови да се уведе редовна аутобуска линија Горњи Милановац–Савинац.
Мештани су, видевши олакшање које је настало асфалтирањем ове деонице, решили да модернизују главне саобраћајнице у својим селима. Општина им је обећала тешку механизацију, а сељаци су завели самодопринос и организовали радне акције. На појединим деоницама власници земљишта су дозволили скидање обала и крчење врзина покрај путева, а у неким случајевима су морале да се померају ограде дворишта и слични уступци, како би се пут модернизовао. Мештани око тога нису правили проблем, јер су знали да ће асфалтирање ових локалних путева бити свима од користи. Присуство тешких машина мештани су искористили за проширивање уских путева који су од засеока водили до главних путева. Пут од Савинца до Бабиног потока асфалтиран је 1982. године у дужини од 760 метара. Од Бабиног потока пут затим води уз Чукарић ка кућама Матковића и Јовановића. Та деоница ни данас није асфалтирана, већ је више пута насипана каменом. Пут од Савинца до Озрића брда није могао да се асфалтира уз Гаришта, куда је до тада водио, већ је одлучено да се просече нова траса пута од „дивљаке“ до испред Станкића извора, уз ливаду Велизара Јелића. Асфалтирање ове деонице, у дужини од 3.600 m, завршено је 1983. године. Од Озрића брда овај пут наставља до семедрашког поља, а затим води до ибарске магистрале. На овој деоници од тада није било значајнијих радова и поправки, тако да је пут у веома лошем стању. С друге стране, деоница од „дивљаке“ до Бабиног потока пресвучена је новим слојем асфалта у јулу 2008. године, по принципу 2 динара општина – 1 динар мештани. У том периоду је асфалтиран и пут од Станкића извора до на Јечмину, а недуго затим и пут од Станкића извора до Долова. И пут од Савинца до Такова је пресвучен новим слојем асфалта крајем прве деценије 21. века, мада је том приликом сужен за око 50 cm. Убрзо затим почело се са изградњом коридора 11, тако да је овај пут једним делом затрпан и измештен, заједно са променом тока реке Дичине. За потребе изградње овог коридора стари турски пут који прати обалу реке Дичине је пресвучен каменом и проширен, тако да се њиме крећу камиони и остале тешке машине од тунела Шарани до тунела Савинац.
Због гашења сеоских воденица и преусмеравања саобраћаја на главне путеве, многи локални путеви су у потпуности напуштени и сада су зарасли у врзину. Слично је и са многим путањама. Услед масивног одласка људи у градове, читави засеоци остали су пусти, и данас ретко ко пролази путевима који до њих воде.

### Саобраћајна средства
Становници у овим крајевима су за превоз терета и путника у 19. веку углавном користили волујска кола. Ова кола су се и пре и после Првог светског рата користила за превоз робе из села до оближњих градова – Горњег Милановца, Чачка, Пожеге, а понекад чак и до Београда. Сељаци су се на пут до Београда одлучивали само ако је цена робе у Г. Милановцу и осталим оближњим градовима веома ниска. Тада би се обично неколико домаћина удружило, спаковали би своју робу на једна или више запрежних кола, и кренули на 150 km дуг пут кроз живописне пределе Шумадије. У данашње време је тешко и замислити како је то путовање изгледало – није било магистралног пута, тако да се конвој често кретао по сеоским путевима и путањама, кроз шуме и пашњаке, преко брда и долина. Домаћини су често наизменично управљали колима – један је спавао док је други пратио пут, и обрнуто, чак и ноћу (притом, без фарова или ел. сијалице, већ уз светло фењера или само месечине), како би што пре стигли на своје одредиште. Сељаци су са собом морали да понесу и залихе хране за целу седмицу путовања до Београда и назад. Често су се успут певале изворне народне песме и причале приче.
Волујска кола су у 19. и почетком 20. века углавном имала дрвене точкове, а од прве половине 20. века они су замењени гуменим пнеуматицима. Оваква запрежна кола, са гумама уместо дрвених точкова, називају се шпедитер. При вучи лакших терета у кола су се упрезали коњи уместо волова. Шпедитери имају дрвени под и странице, које су често украшене разним цртежима при фарбању. На задњим точковима шпедитера постоје тзв. чегртаљке, на оба точка, које спречавају да кола крену уназад на узбрдици, и производе препознатљив звук при кретању. Данас је у селу опстао врло мали број старих волујских кола и шпедитера, а само неколико је и даље у возном стању.
Чезе су се такође често користиле, првенствено за превоз путника или мање количине робе; њима су се лакше и брже обављали послови, одлазило се до града, на пијацу, код лекара, до железничке станице или на вашар или свадбу.
Током зиме, када снег постане довољно дубок, мештани су за превоз користили саонице које су најчешће вукли коњи. Саонице су се користиле за превоз снопова шаше и лисника, сена и сламе до штала, из шуме су дотеравана дрва за огрев, а коришћене су и за превоз жита до воденице, а затим довожење брашна кући. Саонице су се користиле чак и лети, у Рожњу, Крвавцу, Совљаку, Бобељки и осталим пределима села која су имала стрме падине, где је због великог успона било немогуће користити запрежна кола за довлачење дрва, снопова жита, или транспорт стајског ђубрива. При транспорту већих громада камена и других терета велике масе користила се воза.
Бицикл се врло мало користио у Шаранима, јер су куће углавном на странама околних брда, па је било напорно до њих изаћи, а уз то су и путеви били пуни рупа или су били блатњави. Међутим, са појавом бицикала са више брзина крајем 20. века, и сређивањем локалних путева, постало је лакше возити бицикле по селу. До почетка 21. века већина кућа имала је макар по један бицикл, који су најчешће користила деца за вожњу по селу, али је ово превозно средство коришћено и за одлазак до продавнице по намирнице и за обављање сличних послова. Бицикала је нарочито имало лети, када су на село долазила деца из околних градова, Београда и иностранства на распуст. Тада се бицикл углавном користио за одлазак на купање на Дичини код моста, за одлазак до фудбалског терена испод школе (травнатог) или до бетонског игралишта кафане „Ада“ (данас „Пејзаж плус“), и за састанке увече код савиначке цркве, где су се млади играли жмурке или седели на дрвеним клупама под липама и причали до дубоко у ноћ. Међутим, са смањењем броја становника, све је мање и младих, а летњи распусти се све ређе проводе на селу код деке и баке, тако да је бициклиста све мање. Потенцијал за уређење бициклистичких стаза је велики. Сеоским путевима пролази мали број возила, а сами путеви су кривудави и пролазе кроз живописан крајолик. Такође, велики је број утабаних путања које су мештани раније користили за одвођење стоке на испашу, и које би се могле уредити за пролаз бицикала. Велики је број и шумских путева који би се такође могли уредити. Овим стазама бициклисти би преко села могли ићи од Чачка до Горњег Милановца, а да притом ретко где наиђу на широк асфалтирани пут, већ би се већином кретали долином реке Дичине, коју би на пар места и прелазили, а затим шумским путевима све до предграђа.
Поједини становници поседовали су и мотоцикле, разних величина и снага.
Аутобуска линија Савинац–Горњи Милановац у потпуности је изменила начин на који је народ саобраћао између села и града. Велики број мештана се запослио у милановачке фабрике, и аутобус им је био главно превозно средство од куће до посла. Повремено су аутобуси ишли само до Такова, па су Шаранци пешачили до школе у Такову одакле би „хватали“ аутобус до града. Аутобусом су се свакодневно превозили ђаци са Савинца до осмогодишње школе у Такову, или до средњих школа у Милановцу. Рудари и остали мештани који су били запослени у руднику „Шумадија“ превозили су се минибусом од Савинца до Милићеваца. Аутобуси и данас саобраћају од Савинца до Горњег Милановца (најчешће минибусом), али је број полазака мањи него раније због мањег броја становника. Ђаци такође имају организован превоз од Савинца до Такова.
Први аутомобил у Шаранима појавио се раних 1960-их; био је то Опел Олимпија. У наредним деценијама скоро свака кућа је купила ово превозно средство. Неке породице су због лоших путева до кућа куповале аутомобиле са погоном на сва четири точка (4x4), а та возила су и зими лакше савладавала залеђене успоне и сметове. Након модернизације путева у другој половини 20. века аутомобилима се могло стићи до скоро сваке куће у Шаранима. Од почетка изградње коридора 11 поново су се појавиле неприлике за возаче. Пут Таково–Савинац су почеле да користе камиони и остале грађевинске машине, које износе на асфалт огромну количину блата, које се лети из каљуге претварало у фину, пудерасту прашину, тако да аутомобили морају да се перу скоро сваког дана, а пут је на појединим местима и више месеци ишао преко деоница насутим земљом и крупним камењем.
Крајем 20. века у Шаранима је било 30 трактора, који су се углавном користили за све радове на њивама, ливадама, и за превоз дрвета и осталог терета. Већ у другој деценији 21. века тај број се попео на 45 трактора, али се одређен број њих не користи.

## Занатство
Мештани ових крајева су своје укућане делили у четири групе:
- Златоусташи – памћеници, гуслари, певачи, здравичари, фрулаши, трубачи, врачари, видари, попови, калуђери и други;
- Кућевници – земљоделци и домаћице;
- Умешници – жетеоци, воденичари, чутураши, неимари, опанчари, ткаље, ашчије, механџије, рабаџије, пекмежџије, и други;
- Браниоци – хајдуци и војници.

Сељани су се примарно бавили сточарством, земљорадњом и воћарством, али су поједини у слободно време били и самоуке занатлије. Израђивали су одећу, обућу, као и разне алатке.
Од давнина је овај предео био богат густим шумама. Народ је дрво користио не само за огрев, већ и за градњу кућа, вајата, магаза, млекâра, салаша, штала, и осталих зграда, као и за израду каца, буради, кућног намештаја, музичких инструмената, и друго. Тако су се повремено јављале самоуке дрводеље, које су се додатно бавиле дуборезом и украшавањем разних предмета од дрвета. Најчешћи су били мотиви из природе. Столарским занатом бавили су се Марко Живановић, Милутин Баралић, Душан Марјановић и Радосав Јоковић.
За време турске владавине овај крај био је познат по експлоатацији руда и минерала. Тако је и један од првих заната којим су се неки мештани професионално бавили био ковачки занат. Први ковачки мајстор у Шаранима био је Симеун ковач (Јелић), који се помиње 1823. године, а након тога Стеван Ђорђевић 1836. године. Каснији мајстори били су Матија и Здравко Јелић, и Љубомир Миловановић. Ковачи су ковали вруће гвожђе и од њега израђивали разне пољопривредне алатке, као и ножеве, маказе, и друге предмете за кућу. Многи ковачи бавили су се и поткивањем. Потковице су израђивали сами, а затим их закивали коњима на копита или на папке биковима.
Колари су се бавили израдом кôла (запрежних). У почетку су се кола у потпуности израђивала од дрвета, па су колари већином били дрводеље. Касније су се удружили са ковачима и правили ојачана запрежна кола. Милош Миловановић (Катић) био је први колар у Шаранима. Почетком 20. века коларским занатом бавили су се Богољуб Јелић и Јездимир Дамњановић, и обе радње су постојале до друге половине истог века када су запрежна кола престала да буду главно превозно средство.
Абаџијским занатом бавио се Рајко Живановић, који је правио мушка одела (антерије, зубуне, фермене, и друго). Одећа и обућа правила се од тканина и од животињске коже. Одећу су кројили од ваљаног сукна, док су касније користили шајак и чоју. Први кројач био је Лука Ранковић, који је крајем 19. века први на Савинац донео шиваћу машину на ручни (тачније ножни) погон.
Бојаџијским занатом углавном су се бавиле домаћице, а за бојење су користиле природне боје. Мушкарци су се тиме ређе бавили, али један од познатијих бојаџија у ширем окружењу, који је своју радњу имао на Савинцу, био је Милун Божовић.
Опанчари су искоришћавали говеђе и овчије коже за прављење опанака, који су вековима били обућа српског народа. Последњи који су се овим занатом бавили били су Јанко Ристовић „Геле” и Миломир Милошевић.
Сарачским занатом бавио се само Владисав Матковић, који је као седлар учествовао у Првом светском рату – преживео је Проклетије и Албанију, али је од исцрпљености преминуо у Бриндизију у Италији.
Пушкари су се бавили поправљањем или прављењем оружја. У Шаранима су се тиме бавили Радомир Баралић и Љубо Миловановић.
Градитељством су се бавили многи људи из овог краја, и учествовали су у изградњи свих битних здања – цркве, домова, школе, моста, и друго. Овим занатом у скорије време у Шаранима су се бавили: Ђорђе Јелић, Павле Живановић, Марко Марић, Василије Станкић, Миливоје и Коста Маркељић, Драгољуб Јелић, Драгић Јовановић, Миодраг Станкић, Драгољуб и Радисав Маркељић, Миломир и Љубинко Милошевић, Стојан Јовановић, Станиша Маркељић „Немац” и други.
Циглу су правили скоро сви домаћини у селу, и то скоро искључиво ручно. Прављењем цигле и црепа (ћерамиде) ради продаје бавили су се Младен Јелић и Љубисав Шљивић. Процес прављења цигле описао је Кале Миловановић у својој књизи:
У јесен се ископа растресита и масна земља, која измрзне током зиме, а у пролеће се кваси и меша, па се густо блато сече рукама и ставља у дрвене калупе из којих се једна по једна цигла ређа једна поред друге на припремљеном гумну, где се суши пар дана, а потом ставља у дуже банкине, где се суши још око 30 дана. Сува непечена цигла се, затим, ставља у банкет који при земљи има засебно озидана ложишта. Када се банкет озида, облепи се блатом, а у ложиштима се запали ватра и ложе дрва којима се пече цигла. Печење цигле траје 48 часова. После овог времена ложишта се зазидају, банкет се покрије земљом, а пукотине се облепе блатом. Банкет се не отвара док се сасвим не охлади.
Вредно међународно признање додељено је плетиљама и везиљама из овог краја. На Светској изложби у Паризу 1889. године награду су добиле рукотворине из рудничког краја, а специјалном дипломом награђене су везене чарапе и шарени вунени појас Персиде Милетић из Шарана.
Индустријска производња утицала је да поједине занатлије остану без муштерија, а поједини занати потпуно су пали у заборав.

## Туризам
Најпознатији ресторан (некада кафана) у селу је Мићова кафана (чији је званични назив ресторан Извор), а поред њега ради и кафана Воденица на обали реке. Околина моста и цркве је популарна за прављење роштиља и излете, мада је бетонски плато испред „адвокатове” викендице данас поприлично запуштен и зарастао у коров. За дуге шетње је погодна рута Савинац – Крвавац – Трештеник – Савинац, у дужини од око 5 km. Почетком 21. века планирана је и изградња антистрес центра, али се од тог пројекта одустало када је траса ауто-пута прошла кроз село. Овај ауто-пут, такозвани коридор 11, пролази кроз место на само пар стотина метара од савиначке цркве и лековитих извора воде.

### Манифестације
„Савиначки дани“ – средином јула – организује се такмичење у кувању ловачког гулаша. Место је такође било популарна дестинација током првомајског уранка, али је током изградње ауто-пута Савинац био пун прашине и блата тако да није било посетилаца.
„Ликовна колонија Мина Вукомановић Караџић” одржава се од 1994. године на Савинцу. Од 2005. године организација Колоније прешла је са Скупштине општине и Музеја рудничко-таковског краја на Културни центар града. Колонија није лоцирана само на Савинцу, већ се уметници путем организованих излета крећу по целој општини обилазећи тако разне знаменитости које касније преносе на платно. Током првих двадесет година у Колонији је учествовало преко 160 уметника из Србије, Црне Горе, Републике Српске и других земаља, који су створили преко 300 уметнички дела.

## Занимљивости

#### Вук Караџић о Савинцу
Вук Стефановић Караџић је са кнезом Милошем посетио Савинац на Петровдан, 12. јула 1820. године, и том приликом забележио:
Савинац, у наији Рудничкој, на лијевом бријегу реке Дичине, близу планине Рожња, на врло романтическом мјесту прекрасна нова црква, коју је ове године (1820) први пут сазидао свијетли и честити кнез, Господар Милош Обреновић. И ова црква има кубе, и сва је од камена срезана, какогођ да је од сира. Баш пред црквом преко све Дичине има једна стијена, преко које вода претјече, а она на много мјеста остаје сува више воде; и људи ондашњи приповиједају, да је онуда ишао Свети Саво (па му се и сада стопе знају), и ону воду својом чудотворном штаком из камена извео; и зато сваке младе неђеље долази на ту воду из околни села млоштво народа, особито жена и ђевојака, те се умивају и пију воду; кажу да млоги бацају и паре у онај извор.

#### Надимци
Поједини становници села добили су препознатљиве надимке по којима су их сви знали. Надимке су добијали по неким својим особинама или делима, а они су се често преносили са колена на колено. Мада има надимака за које би се рекло да су погрдни, они то нису, већ је то начин на који је одређена особа била препознатљива у заједници. Треба истаћи и да су поједини мештани добијали једно име приликом крштења у цркви, а затим би им кум давао друго име по којем су их сви знали.
- Станиша Јовановић – „Гарави” (због тамног тена)
- Станиша Маркељић – „Немац” (као мали је имао високу температуру али га родитељи нису водили код лекара, па је остао глувонем)
- Момир Мошо Баралић – „Поскур”
- Божимир Баралић – „Кожар” (правио опанке)
- Светомир Јовановић – „Беља”
- Стојан Јовановић – „Ћето”
- Драгић Јовановић – „Бауљ” (јер је дошао код жене у кућу); звали су га и „Жмировац”, а његове потомке „Жмировци”
- Остоја Станкић – „Параграф” (радио у Пролетеровој продавници)
- Љубиша Станкић – „Џокеј” (имао криве ноге)
- Петар Баралић – „Шпаија”
- Милојко Баралић – „Лембовац”
- Милош, син Зоран Баралић – „Звијук”
- Дамљановиће су звали „Рогуљаши, Ражњевци” (због висине)
- Матковиће су звали „Куџовци”
- Добривоје и Стеван Јовановић – „Рњовци”
- Драгослав, синови Лазар и Милош Маркељић – „Турчин”
- Драгић Маркељић – „Тртљо”
- Спасоје Јелић – „Тепо, Теповац”
- Зоран Маркељић, Маркељићи – „Крњац, Крњовци”
- Слободан Јелић – „Мачак”
- Велимир Јовановић – „Чкуљо”
- Милијан Росић – „Чврго”
- Милета Томић – „Ћеминац”
- Милосав Миловановић – „Цврко”
- Љубиша Маркељић – „Видинац” (мајка Вида)
- Радојица, Дарије и Богдан Баралић – „Ћурка”
- Драгослав Баралић – „Њоња”
- Милан Живановић – „Ђевраш”
- Милутин Баралић – „Грол”
- Петар Гавриловић – „Креја”
- Миломир Баралић – „Танџо”
- Душан Баралић – „Клемпо”
- Милорад Јово Баралић – „Кучка”
- Мирад, Драган Живановић – „Жмејо”
- Борисав Баралић – „Јуф”
- Мирослав, Слободан Матковић – „Баџовац”
- Сретен Јелић – „Шућо, Шућовац”
- Мирослав, Остоја Маркељић – „Курјак, Курјаци”
- Милојко Ковачевић – „Ера”
- Милојко Миловановић – „Џемијат”
- Марјановићи – „Цоњовци”
- Радисав Милетић – „Ћарло”
- Милан Милетић – „Џогљо”
- Драган и Милан Јовановић – „Коловац” (по Константину „Колу”)
- Кликовци – „Пинџовци”
- Радосав Јовановић – „Геро”
- Радомир Раловић – „Сврака”
- Радојица Баралић – „Бобек”
- Миломир Ристовић – „Маџар”
- Зоран Баралић – „Зец”
- Љубинко Милошевић – „Аџовац”
- Милан и Милисав Јовановић – „Урлаге”
- Раденко Дрињаковић – „Уљез”

#### Група „Шаранка”
Још од давнина у Шаранима, као и у већини српских села, организована су прела. Жене су се предвече сакупљале у кућама да преду, плету и везу. Уз рад жене су прво водиле разговор, а затим би почеле да се причају приче, озбиљне и оне шаљиве. Са прича се прелазило на народне лирске песме, преношене са колена на колено. На тим прелима се средином 1980-их јавила идеја о формирању изворне групе певача која је названа „Шаранка”.
Оснивачи групе су: Борка, Милијанка, Нада и Десанка Станкић, Војимирка и Станојка Баралић, Зора и Јула Томић и Георгина Миловановић. Њима су се прикљућили мушки гласови: Борисав Станкић, Милета Томић, Бранисав, Срећко и Драгован Баралић, и други. Током година репертоар старих песама групе допуњаван је новим, чији је аутор Георгина Миловановић.
Група је учествовала у емисији „Шарани су село мало”, снимљеној 1993. године. Књижевни клуб „Момчило Настасијевић” из Горњег Милановца је 1989. групи доделио диплому за плодну активност и неговање изворних песама. Нажалост, старост је стигла чланове групе, тако да је данас једино жива Георгина Миловановић, а због одлива становништва у град није имао ко да настави традицију.

## Галерија
- Поглед са моста лети
- Мост бана Матковића
- Бивша воденица, сада кафана
- Црква светог Саве, јужна фасада
- Црква светог Саве, северна фасада
- Поглед на Шаране из Дренове
- Коридор 11
- Унутрашњост цркве Светог Саве
- Дрвени звоник цркве